# Münster
Pour les articles homonymes, voir Münster (homonymie).
Münster [ˈmʏnstɐ]  est une ville allemande située dans le Nord du Land de Rhénanie-du-Nord-Westphalie (Mönster en dialecte local). De 1815 à 1945, Münster était la capitale de la province depuis lors disparue de Westphalie (Westfalen). La ville, étendue sur 302,91 km2 et bordée par l'Aa, se situe entre Osnabrück et Dortmund, au centre de l'actuel pays de Münster (Münsterland).
Depuis 1915, la ville a le statut officiel de Großstadt (« grande ville »). En 2008, la ville compte 273 000 habitants, bien que la population réelle de la ville soit légèrement supérieure puisque les 50 000 étudiants ne sont qu'en partie enregistrés à Münster.
La ville est marquée par une forte présence des services administratifs et de justice, dont la Cour constitutionnelle régionale. De plus, Münster accueille le siège de la « communauté de communes » (Landschaftverband) Westfalen-Lippe.
Münster est aussi un évêché fondé il y a 1 200 ans par saint Ludger (Ludgerus), ce qui fait de Münster le plus vieil évêché d'Allemagne du Nord.
La ville est surtout connue pour son nombre impressionnant de cyclistes et le charme de son centre historique. Elle a reçu en 2004 le prix Liv-Com de la ville du monde ayant la meilleure qualité de vie dans sa catégorie.

## Structure communale
En vertu de l'article 1 des statuts municipaux, la ville de Münster est structurée en six arrondissements municipaux (Stadtbezirke) : Mitte, Nord, Ost, West, Süd-Ost et Hiltrup. Chaque arrondissement dispose d'une représentation de 19 membres chacune, élue par la population lors des élections municipales. Le président de chaque représentation d'arrondissement est appelé Bezirkvorsteher.
D'après les statuts municipaux, chaque arrondissement est lui-même divisé en zones d'habitation (Wohnbereiche). Le nom de cette sous-division n'est cependant pas utilisé, et dans la pratique on parle plutôt de quartier (Stadtteil).
Liste des arrondissements et leurs quartiers :
- Mitte :
  - Kernbereich
- Nord :
  - Coerde
  - Kinderhaus
  - Sprakel avec Sandrup
- Ost :
  - Gelmer-Dyckburg, composé de Mariendorf, Sudmühle, Gelmer et Gittrup
  - Handorf avec Kasewinkel, Kreuzbach, Laer, Dorbaum et Verth
  - Mauritz-Ost
- West :
  - Albachten
  - Gievenbeck
  - Mecklenbeck
  - Nienberge avec Häger, Schonebeck et Uhlenbrock
  - Roxel avec Altenroxel et Oberort
  - Sentrup
- Süd-Ost :
  - Angelmodde avec Hofkamp
  - Gremmendorf avec Loddenheide
  - Wolbeck
- Hiltrup :
  - Amelsbüren avec Sudhoff, Loevelingloh et Wilbrenning
  - Berg Fidel
  - Hiltrup

Le centre-ville est lui aussi divisé en anciens quartiers historiques aux contours parfois flous, entre autres : Aaseestadt, Erphoviertel, Geistviertel, Hansaviertel, Kreuzviertel, Kuhviertel, Mauritzviertel, Pluggendorf, Rumphorst et Südviertel. De leur côté, les quartiers des autres arrondissements de Münster correspondent dans leur majorité à d'anciennes communes absorbées au fil du temps par la ville.

## Histoire de Münster

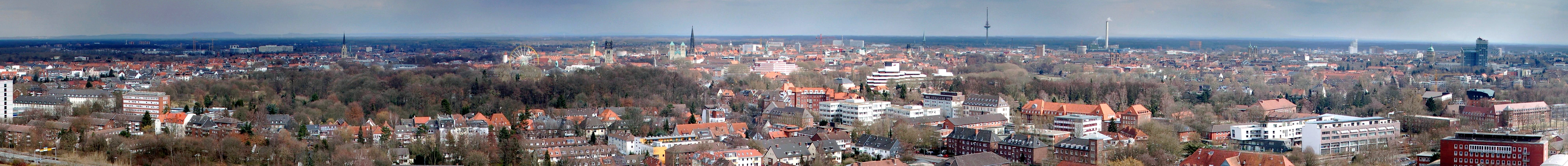
Panorama de Münster

| Appartenances historiques Principauté épiscopale de Münster 1180-1802 Royaume de Prusse 1802-1806 Grand-duché de Berg 1806-1811 Empire français (Lippe) 1811-1814 Royaume de Prusse (Province de Westphalie) 1815-1918 Empire allemand 1871-1918 République de Weimar 1918-1933 Reich allemand 1933-1945 Allemagne occupée 1945-1949 Allemagne de l'Ouest 1949–1990 Allemagne 1990-présent |

### Ministère de saint Ludger
Le lieu appelé aujourd'hui Münster, était autrefois appelé Mimingernaford quand les Bructères y avaient un fort. Puis, lorsque la région fut christianisée par saint Ludger et ses successeurs, la ville devint Monasterium et enfin Münster.
Charlemagne entreprend l’intégration de la Saxe païenne (sous l'emprise de Widukind) au royaume des Francs déjà évangélisé.
Après plusieurs échecs et de multiples campagnes militaires, Charlemagne dépêche finalement en 785 saint Ludger (Liudger en allemand), missionnaire originaire de Frise, pour christianiser les Saxons. Il réalise sa mission fort bien[réf. nécessaire], si bien qu'en 805, le territoire devient un diocèse dont il est proclamé évêque… même après sa mort, son influence persiste. De nos jours, il est célébré à Münster comme le saint patron de la ville et le fondateur de l'Église en Westphalie. La cathédrale Saint-Paul et l'école adjacente, le lycée Saint-Paul (datant de l'an 797), ont été fondées par lui. Le lycée Saint-Paul est l'une des écoles parmi les plus anciennes d'Europe.
En raison de sa population croissante, la ville reçoit en 1170 sa charte de ville. Au milieu du XIVe siècle, Munster est la plus grande ville de Westphalie. Ayant à sa tête un prince-évêque, elle joue un rôle important dans le commerce avec la Ligue hanséatique. Reflet de cette prospérité, le marché principal dont les magnifiques maisons marchandes datent de cette époque. Cette richesse n'est pas exempte de tensions, notamment entre l'oligarchie marchande qui dirige la ville et les guildes artisanales.
La Maison fraternelle de Münster (Fraterhaus Münster (de), 1401) est la première création en Allemagne, par Heinrich von Ahaus (de) (1371-1439), d'une extension des Frères de la vie commune.
La réforme luthérienne est introduite en 1532 par le chapelain Bernard Rothman et le conseil de la ville adopte la confession réformée modifiée par celui-ci.

### Théocratie anabaptiste

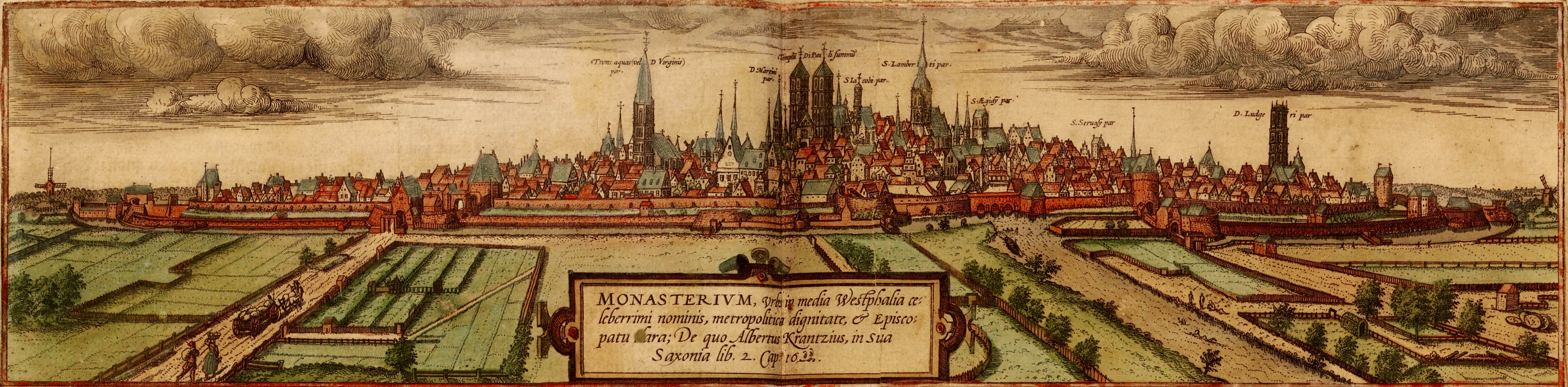
La ville à l'époque où elle s'appelait Monasterium.

Mais rapidement, le mouvement réformé se radicalise dans la ville et des prédicateurs s'opposent au baptême des enfants. C'est alors une discussion doctrinale centrale entre les Églises réformées. La dissidence anabaptiste récuse le baptême dont elle affirme qu'il n'apparaît pas dans les Écritures et ne peut être administré à des enfants incapables de comprendre le sens de ce sacrement.
En janvier 1534, le prêcheur anabaptiste Jan Matthijs envoya d'Amsterdam un certain Jean de Leyde, « apôtre » qu'il avait lui-même baptisé en novembre 1533, vers Münster. Le 2 mars 1534 (mais selon certaines sources dès la mi-février même), il lui emboîta le pas et proclama Münster « Jérusalem céleste ». Bien que le nouveau conseil des échevins soit favorable aux idées des anabaptistes, l'arrivée de Matthijs déchaîna le jour même une controverse des Images en ville. Toutes les églises et monastères furent dévastés afin d’expurger les traces du passé mensonger. Le prédicateur annonça son « Programme apocalyptique » :
1. Il faut anéantir les incroyants en vue de la parousie,
2. Le Christ instituera une théocratie terrestre,
3. Les « émissaires apostoliques » sont invincibles et doivent annoncer l'imminence du Royaume.

Le 24 février 1534, Matthijs enjoignit aux habitants de Münster de venir se faire baptiser ; celui qui entendait s'y refuser devait quitter la ville avant minuit. On ordonna de brûler tous les livres à l'exception des Bibles. Matthijs déclara la communauté des biens et la Polygynie (une forme de polygamie).
Auparavant, l’évêque de Münster Franz von Waldeck avait fait arrêter Bernd Rothmann le 23 janvier 1534 et entreprit d'assiéger la ville dont il avait été chassé.
Le 5 avril 1534, jour de Pâques, dans un prêche sur la Place du Marché, Matthijs se présenta comme le Nouveau Gédéon. Après une ultime vision du Jugement dernier, il monta à cheval, accompagné de quelques fidèles, et sortit sans armes de la ville pour réclamer la reddition des assiégeants. Il fut immédiatement jeté à bas et mis en pièces par des lansquenets. Après l'exécution de Matthijs aux portes de la ville assiégée (avril 1534), Jean de Leyde se proclama « roi de Sion », confirma la communauté universelle des biens et des personnes (la polygamie). La ville de Münster, réduite par la famine et les épidémies, ne se rendit que le 25 juin 1535. Lors du dernier assaut, tous les anabaptistes qu'on put saisir furent passés par le fil de l'épée, et le carnage ne s'interrompit qu'au bout de deux jours. Quant à Jean de Leyde, il fut détenu six mois en attente d'un châtiment exemplaire, puis fut torturé et mis à mort en public le 22 janvier 1536.

### XVIeetXVIIesiècles
Les jésuites, arrivés à la fin du XVIe siècle, y construisent en 1588 le collège jésuite et l'église Saint-Pierre. C'est leur première fondation outre-Rhin.
La guerre de Trente Ans dévaste la ville. Néanmoins, c'est cette ville qui va accueillir les premières négociations qui aboutiront à la paix de Westphalie en 1648.

### XVIIIeetXIXesiècles
En 1759, durant la guerre de Sept Ans, la ville est assiégée par les troupes Françaises du marquis d'Armentières. Dans la nuit du 11 au 12 juillet, le régiment de La Tour du Pin fit une attaque sur la porte Saint-Maurice, qu'il battit avec ses quatre pièces de campagne. Il eut affaire à toute la garnison qui fit un feu terrible, et ne se retira qu'au jour. Le 19 juillet, on ouvrit la tranchée devant la ville, et le 21, devant la citadelle qui se rendit le 25. Le lieutenant général de Zastrow (de) et 3 000 soldats prussiens furent faits prisonniers de guerre.
L'université Frédéric-Guillaume est fondée en 1780 après la fermeture du collège jésuite de Münster due à la suppression de la Compagnie de Jésus (1773) dont elle prend les locaux.

### Seconde Guerre mondiale
Durant la Seconde Guerre mondiale la ville de Münster était une importante base militaire de l'ouest de l'Allemagne. Elle était le quartier général de la 6e région militaire (Wehrkreis VI - Oberkommando der Wehrmacht Münster) qui englobait les régions de Westphalie, de Hanovre et du Rhin septentrional. Münster était également la garnison de nombreux régiments :
- La 69e division d'infanterie avec plusieurs régiments, transformée en 16e Panzergrenadier Division avec son École de panzers.
- Des régiments d'artillerie.
- Un groupe de défense anti-aérienne (FLAK Gruppe Münster avec plusieurs régiments).
- Le Commandement des bataillons de police pour le nord-ouest du Reich (Befehlshabern der Ordnungspolizei - BdO Münster/Westfalen). Les bataillons de police de Münster (Ordnungspolizei et Polizeibataillone) ont participé activement aux actions d'extermination sur le front de l'Est comme lors du massacre de Babi Yar où 33 000 juifs furent assassinés[6] et au contrôle des transports de déportation.
- Un des centres de l'Abwehr : le service de renseignement et de contre-espionnage de la Wehrmacht Abwehrstelle (AST) de Münster avait la charge de l'Europe du Nord-Ouest et s'installe dans la France occupée en 1940, notamment Paris (à l'hôtel Lutétia), à Lille et à Dijon[7].
- À proximité se trouvait la base aérienne de Münster-Handorf[8] : elle a été dotée des premiers avions à réaction, les Arado Ar 234, qui sont intervenus dans la bataille des Ardennes en décembre 1944[9]
- On trouvait aussi un camp de prisonniers : l'Oflag VI-D avec environ 2 500 officiers français et belges. Il a été installé dans une caserne de la ville dès mai 1940, mais l'opération Market Garden en Hollande toute proche a entraîné la fermeture du camp le 23 septembre 1944 et les prisonniers ont été transférés à l'Oflag VI-A de Soest.

Cette importance militaire a fait de la ville une cible des bombardements alliés en 1944. Par ailleurs la stratégie britannique de destruction massive des villes allemandes afin de briser le moral des populations pour accélérer la fin de la guerre (doctrine Douhet et Harris) a touché lourdement la ville de Münster au début de 1945. Les bombardements sur Münster ont été intensifs et ont eu pour effet, outre de nombreuses victimes civiles, d'irréparables destructions du patrimoine de cette vieille ville médiévale chargée d'histoire et de richesses architecturales.

### Destruction et reconstruction

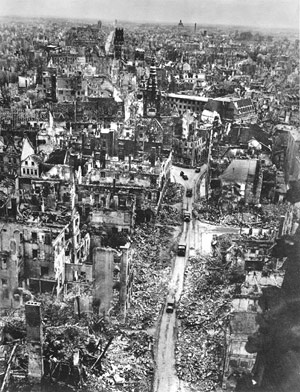
Le Prinzipalmarkt lors du bombardement de 1945

Dans les premiers mois de 1945, il y eut 235 alertes aériennes, soit une moyenne de trois alertes par jour. Les mois de février et mars 1945 virent les derniers bombardements, les plus terrifiants. Sur la ville déjà massivement détruite, tombèrent encore 16 000 bombes explosives. La dernière attaque sur Münster eut lieu le 25 mars, exécutée par une flotte de 112 bombardiers quadrimoteurs. Partout dans la ville des incendies faisaient rage, qu'il n'était plus possible de maîtriser. Dans la tour sud de la cathédrale, la chaleur fut telle que les cloches fondirent. L'officier américain Reg Davis retrouva, lors de la prise de la ville, dans le Bunker Saint-François, parmi les gravats et décombres, quelques papiers déchirés : des mains courantes de la police notées au jour le jour. On pouvait y lire :
« Aujourd'hui attaque aérienne de 10h 06 à 10h 22. 1 800 bombes explosives, et plus de 150 000 bombes incendiaires sont tombées. Ce qui reste de la ville est totalement détruit. Seul, émerge de cette mer de flammes le clocher en feu de la cathédrale… »
Un officier de la flotte de bombardiers ayant pris part à cette attaque se souvient :
« On met les voiles. Comme à l'exercice : en 16 minutes on a vu crépiter 441 tonnes de bombes. Sur la carte, vous pouvez mettre une croix sur Münster. »
Le centre médiéval fut presque intégralement anéanti. Les monuments historiques détruits, entre autres, sont : la salle de la Paix, où ont été signés les traités mettant fin à la guerre de Trente Ans : les traités de Westphalie ; l'hôtel de ville, même si les œuvres qu'il abritait furent transportées dès 1942 dans les caves du château de Wobbel sur la Lippe ; la cathédrale ; le fronton du Prinzipalmarkt ; le château…
La reconstruction de la ville commença au lendemain de la guerre, et mobilisa toute la population. La priorité fut d'abord donnée aux infrastructures (écoles, maisons, routes…). La reconstruction des bâtiments historiques n'intervint qu'à partir de 1950… Contrairement à de nombreuses villes allemandes, les planificateurs urbains d'après guerre n'eurent pas le dessus, et ce fut la volonté de l'opinion publique qui fut suivie, à savoir une reconstruction à l'identique, comme à Varsovie.
Hors du centre historique assez soigneusement restitué, les tissus mineurs sont sommairement silhouettés par une architecture dite « d'accompagnement ». Néanmoins, de nombreuses maisons ont été assez correctement refaites, donnant au centre de Münster un aspect assez proche, sous certains angles, de son état d'avant-guerre. D'autres reconstructions, comme dans de nombreux endroits d'Allemagne, sont à l'étude afin d'améliorer le médiocre aspect « années 1950 » des villes historiques massivement bombardées.
L'Oflag VI-D avait été installé dans une caserne de la ville dès mai 1940. L'Opération Market Garden en Hollande toute proche entraîna la fermeture du camp le 23 septembre 1944 et les prisonniers furent transférés en l'Oflag VI-A de Soest.

### Fortifications
En 1121, la ville de Münster fut conquise par le duc Lothar von Supplinburg. La plupart des bâtiments furent très endommagés par le feu… L'évêque de Münster jugea alors nécessaire de protéger la ville par des remparts, des tours et des douves qui l'encercleraient, et non plus seulement la cathédrale. C'est donc au XIIe siècle que fut construit le premier mur des fortifications. On rejeta la terre vers la ville, afin de former un mur, sur lequel on put construire le rempart, surmonté de six tours de garde.

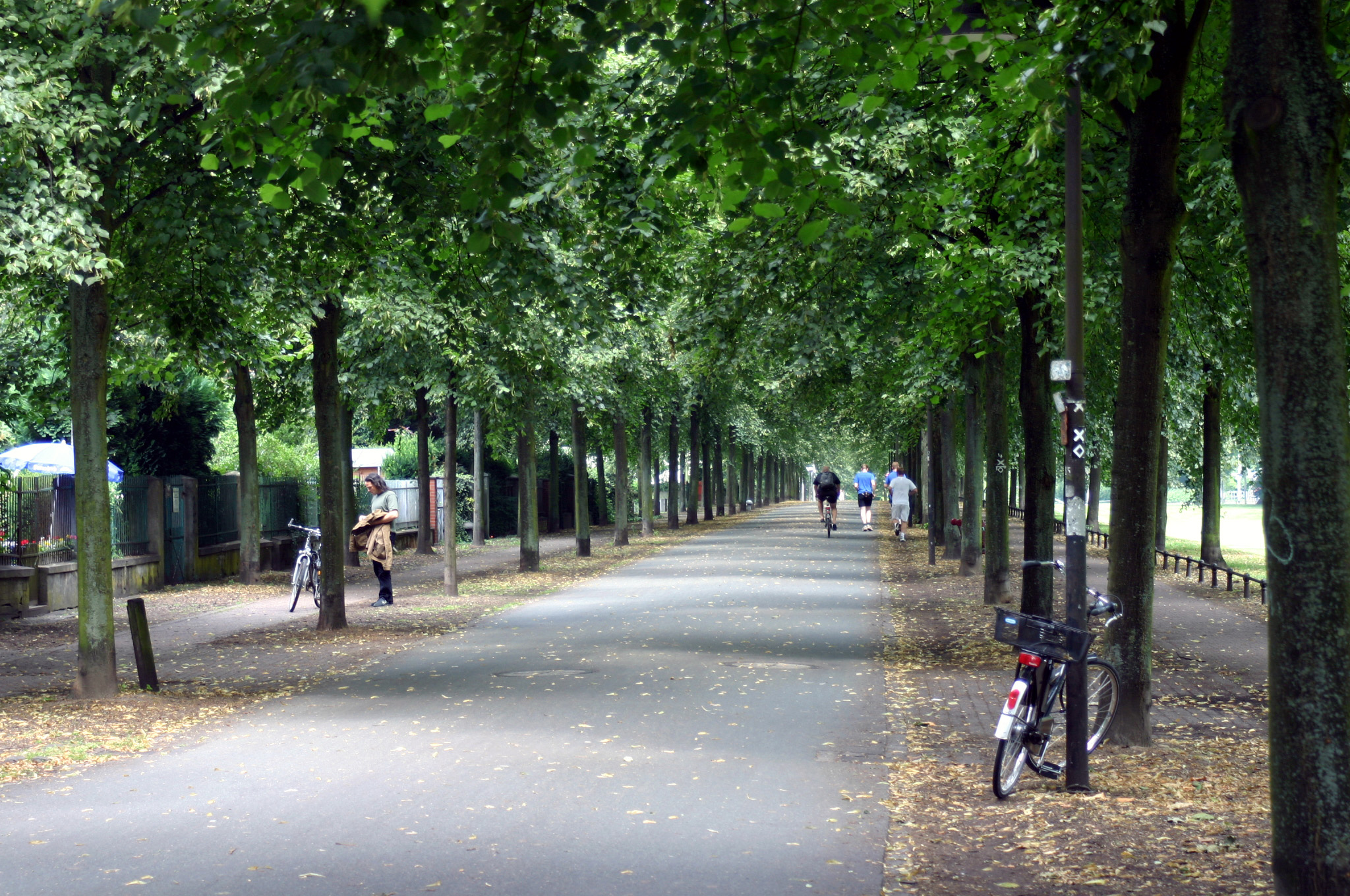
La Promenade

Mais leur construction n'était pas encore achevée. On les renforça trois siècles plus tard. Et les anabaptistes achevèrent la construction avec un double rempart, de nouvelles tours, des retranchements, et des ronds-points. La ville eut alors la réputation d'être imprenable.
Cependant la guerre de Trente Ans, au XVIIIe siècle démontra le contraire : les remparts ne tinrent pas debout. Le ministre du prince-évêque fit alors ouvrir les portes des remparts, et détruire les fortifications pour laisser place à une « promenade » qui entoura la ville d'un chemin de terre ombragé par des tilleuls, qui longe de temps à autre le fleuve Aa.

## Présentation de la ville

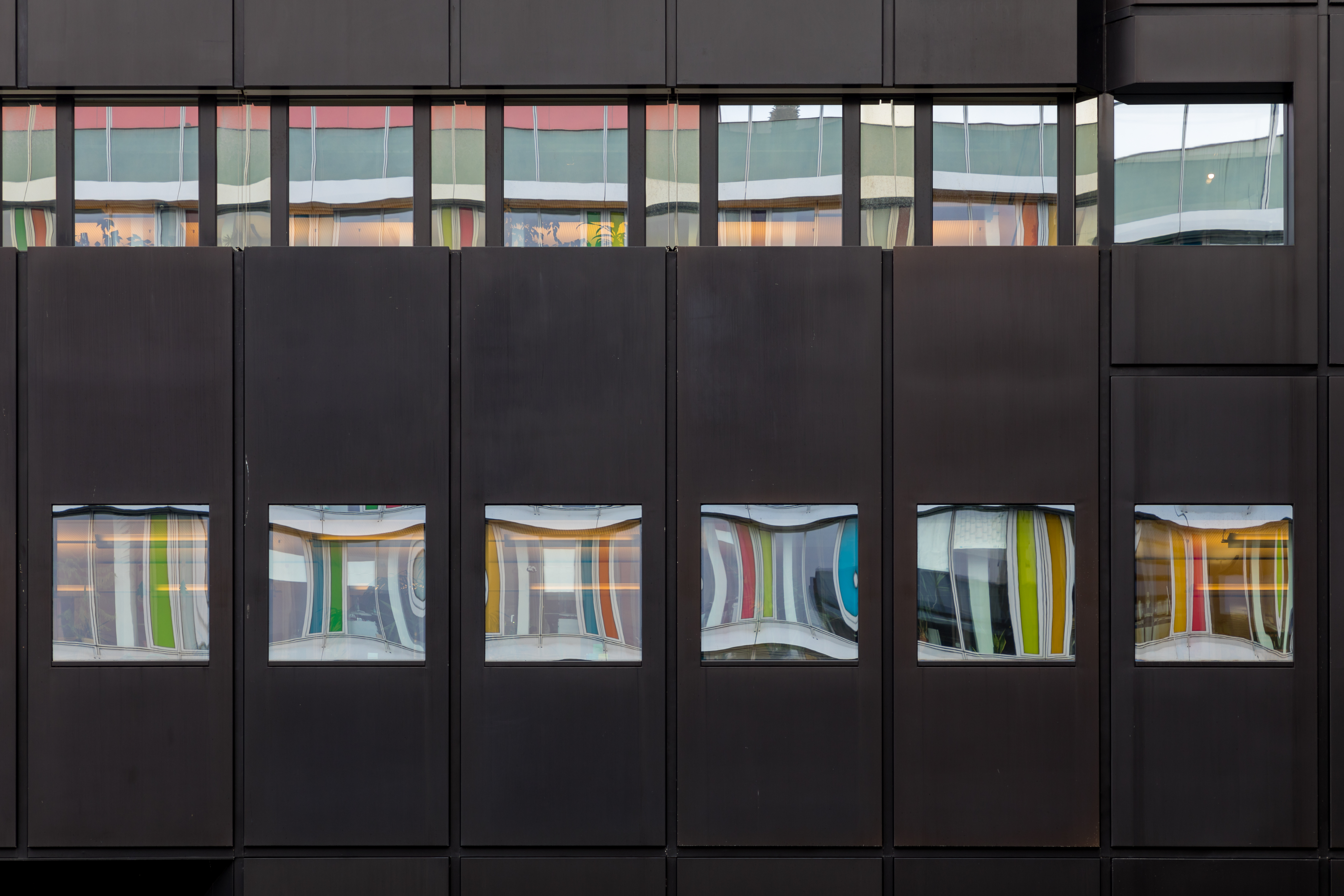
Façade de l'immeuble de la Westdeutsche Lotterie. Janvier 2018.
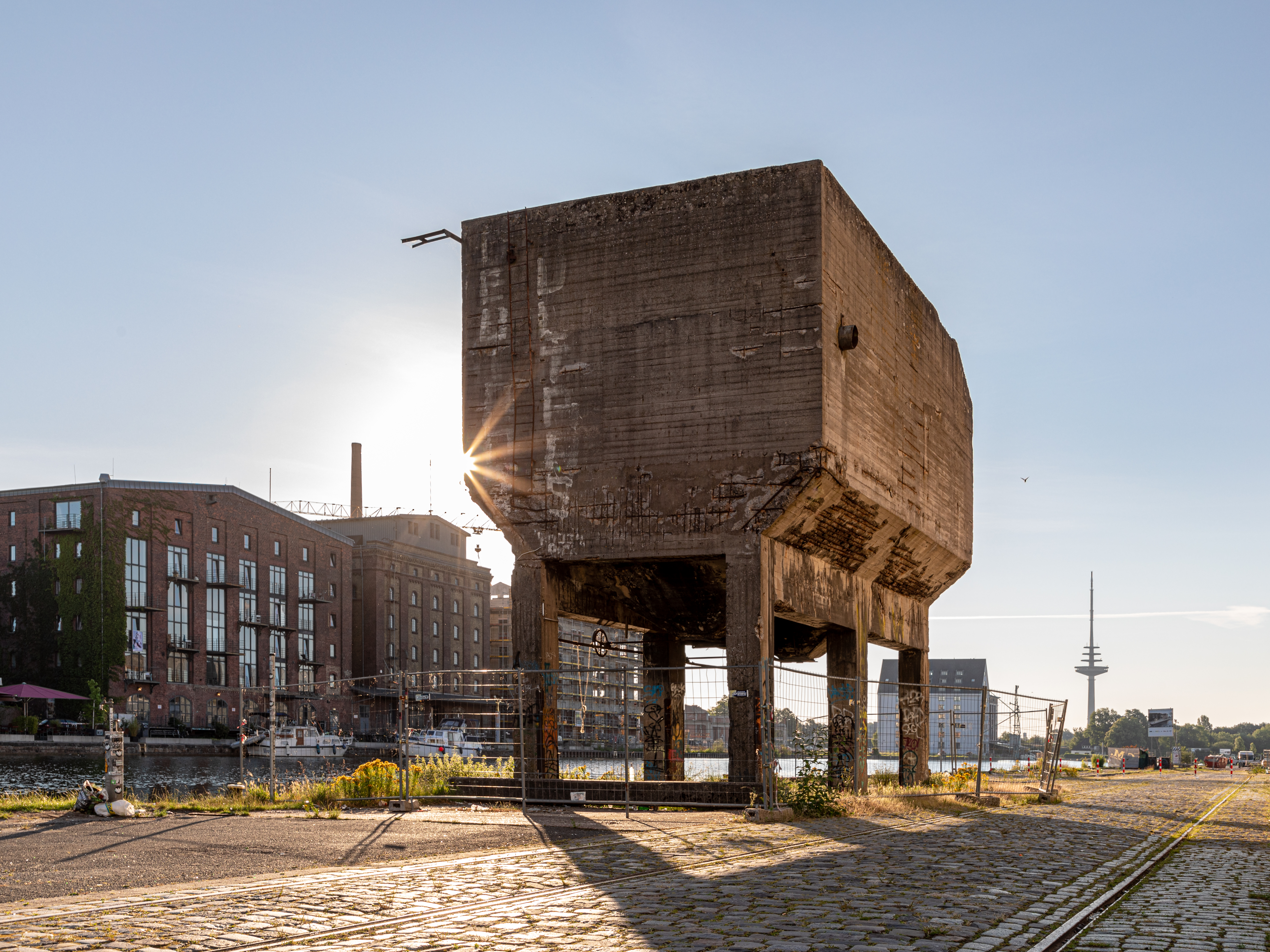
Dépôt de vrac, dénommé « Éléphant », à Hafen, dans le port de Münster.
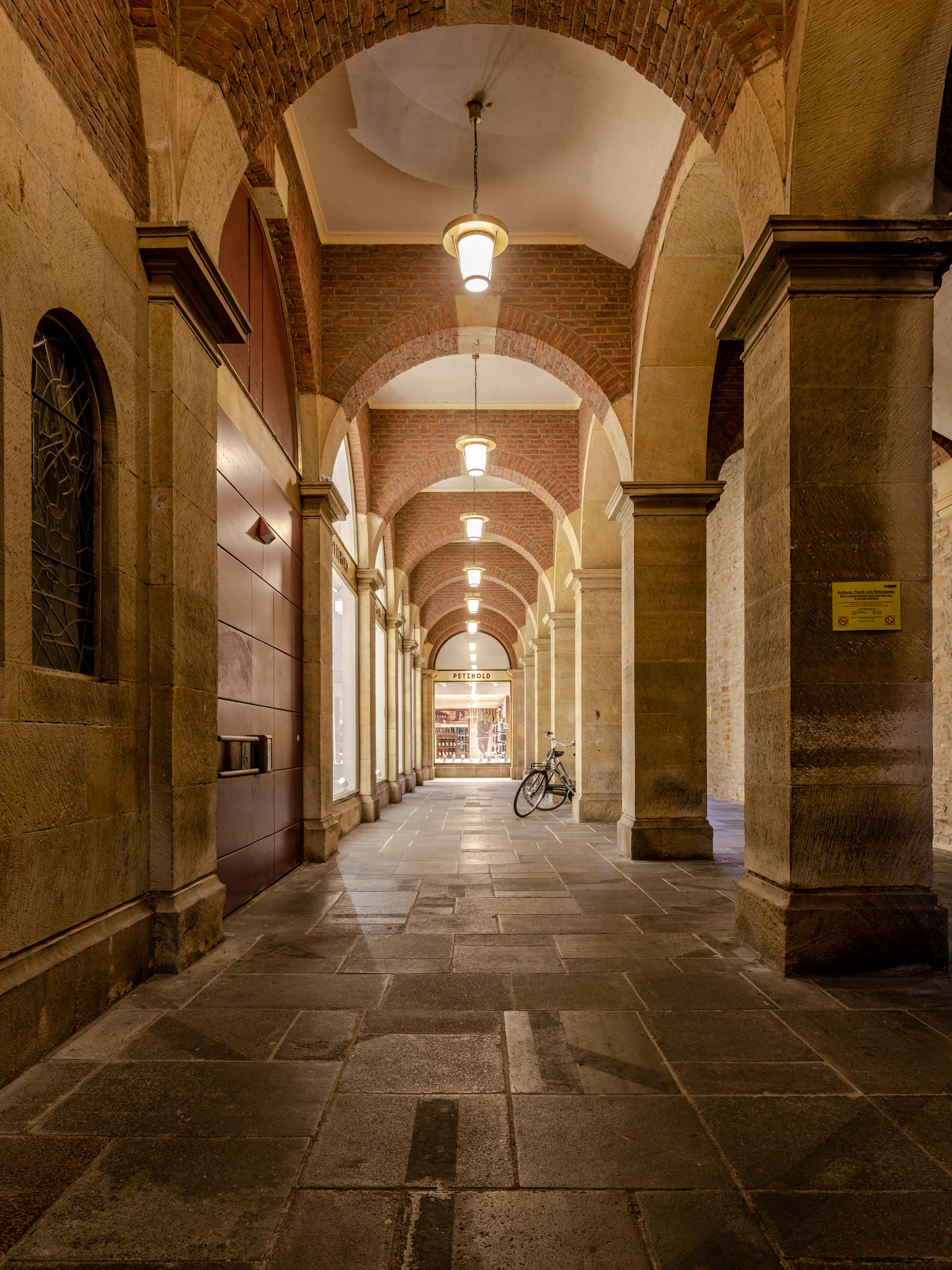
Une allée du Prinzipalmarkt à Münster. Novembre 2021.

### Prinzipalmarkt
Grâce au développement du commerce de la Hanse, Münster devint une ville prospère. Les marchands se regroupaient sur la grande place de la cathédrale, surtout à l'occasion du Send. Dans les rues du Prinzipalmarkt, de la Salzstrasse et du Roggenmarkt, les marchés s'alignaient, puis peu à peu, à partir du XIIe siècle, s'y installèrent définitivement: les marchands les plus riches construisaient leur maison à pignons et arcades. Sous les arcades étaient exposées les marchandises, derrière des pièces pour les entreposer, et à l'étage les chambres des marchands. Certaines maisons furent les produits de cinq siècles de construction, regroupant ainsi harmonieusement les styles de cinq siècles consécutifs.
Malheureusement, les maisons du Prinzipalmarkt s'effondrèrent sous l'assaut des bombes en 1945 et seulement deux maisons originales restèrent debout. La reconstruction aurait duré beaucoup plus longtemps si les maisons du Prinzipalmarkt avaient été reconstruites telles qu'elles l'étaient avant : c'est pour cela qu'on ne reconstruisit pas les maisons avec tous leurs détails architecturaux mais dans un style plus simple en conservant la forme principale.

### Das Rathaus (La Mairie)

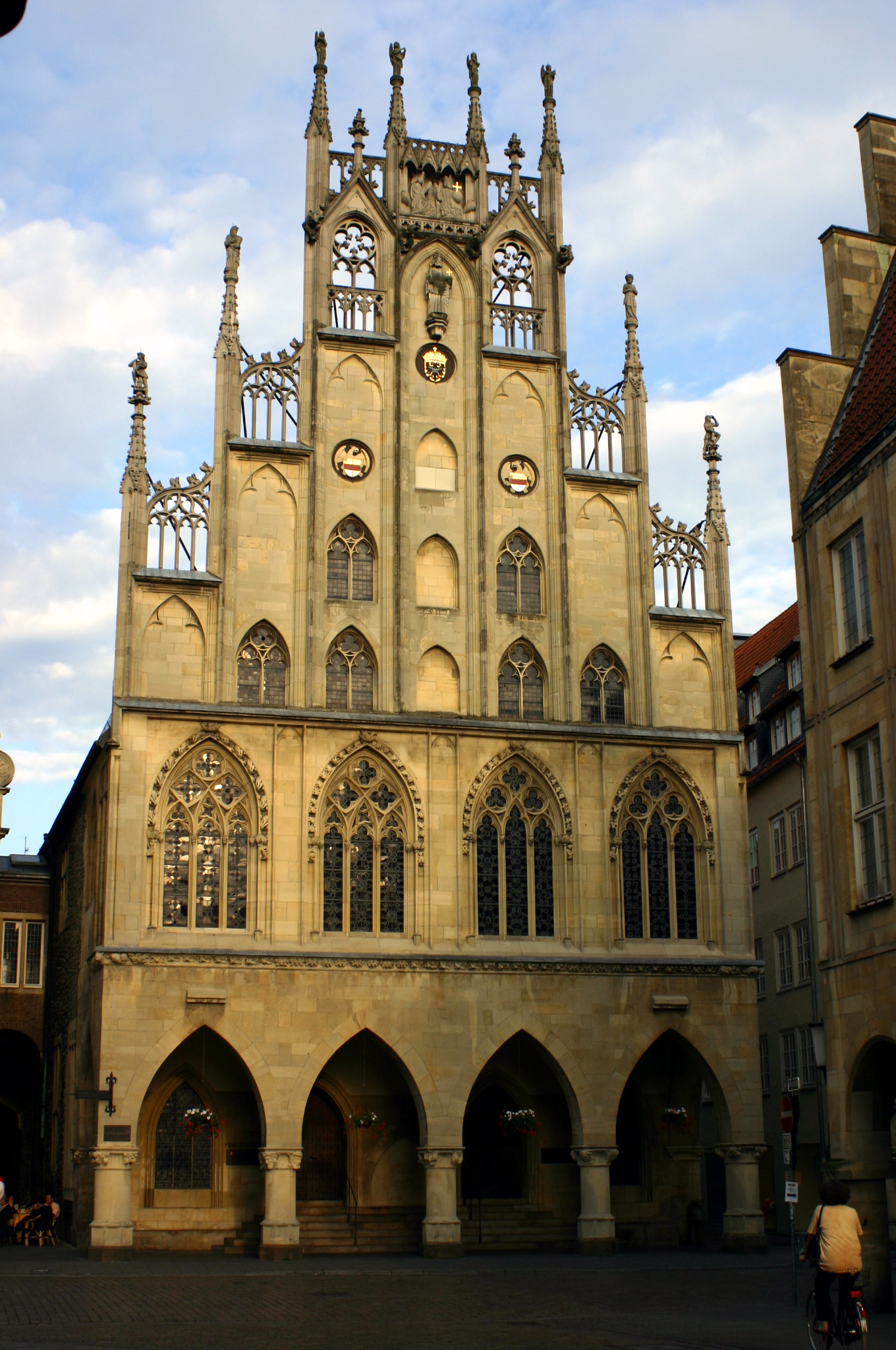
Das Rathaus

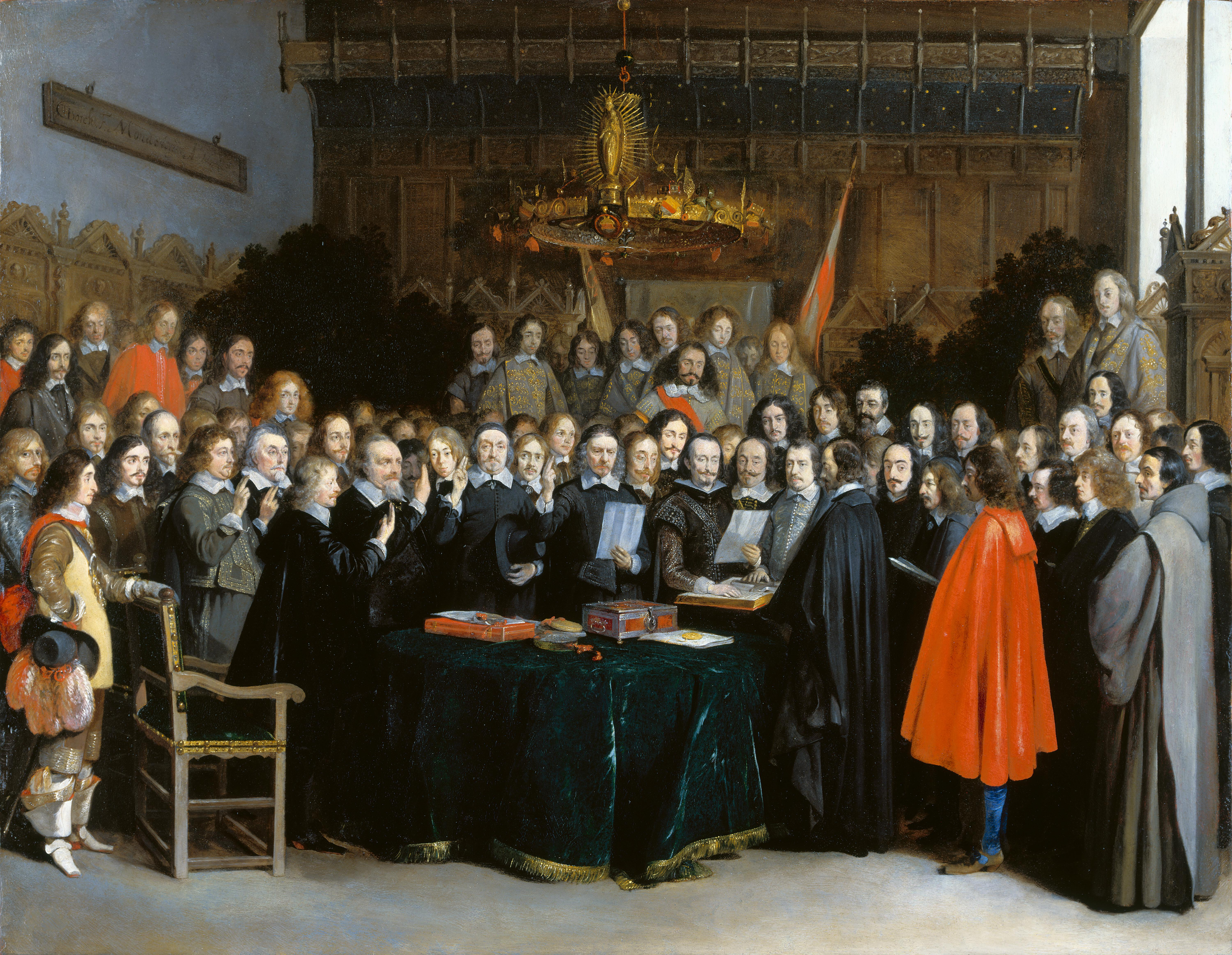
La Ratification du traité de Münster par Gerard ter Borch représentant la ratification du traité de Münster en janvier 1648.

Le Rathaus est l'hôtel de ville de Münster. C'est le monument le plus célèbre du Prinzipalmarkt pour des raisons architecturales et historiques : tout d'abord, c'est un des plus beaux bâtiments d'architecture gothique civile en Europe ; ensuite, il se trouve une salle dans l'hôtel de ville appelée originellement «salle du Conseil» où furent signés les traités de Westphalie : c'est pourquoi la « salle du Conseil » fut rebaptisée « salle de la Paix ». C'est aussi dans cette salle que fut signée la paix de Münster et que fut proclamée l'indépendance des Provinces-Unies (futurs Pays-Bas) qui faisaient partie auparavant de l'Empire espagnol. L'épée du Send, symbole de Justice, et symbole de Münster, est exposée dans une autre salle.

### Send et épée du Send

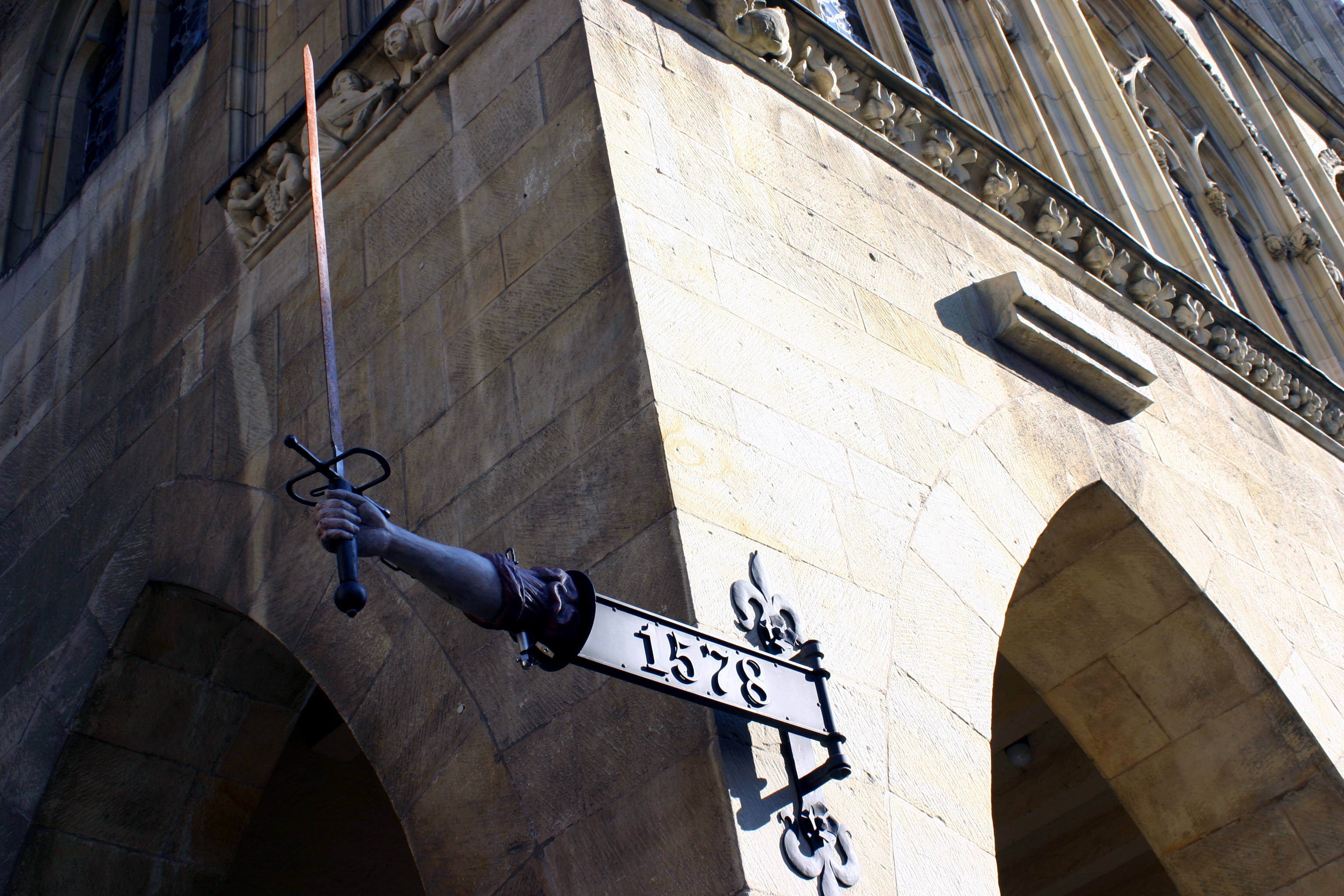
L'épée du Send.

Aujourd'hui, trois fois par an (en mars, en juin et en octobre), a lieu la kermesse du Send : c'est une grande fête foraine.
À l'origine, le mot « send » désignait les synodes : rassemblements religieux accompagnés par des marchés. Alors que les ecclésiastiques se réunissaient, les grands marchés s'installaient dans le cloître de la cathédrale. Par la suite, ils installèrent leurs stands à l'extérieur de la cathédrale, où s'installent de nos jours et plusieurs fois par semaine, les marchés traditionnels (de fruits et légumes, pains et fromages, charcuterie et poissons…). Mais aujourd'hui, les marchés du Send se sont déplacés sur la place Hindenburg devant le château de Münster : la kermesse attire des milliers de visiteurs.
Une tradition de plus de quatre siècles veut que l'épée du Send, das Sendschwert, soit accrochée sur la façade du Rathaus pendant la durée des fêtes. À l'origine, une des fonctions du Send était de rendre la justice, et l'épée servait aux exécutions. Das Sendschwert avait alors une double valeur : elle était symbole de justice et symbole de la liberté de marché (commercer, acheter, vendre, marchander : tout cela était autorisé et libre). De plus, une trêve se devait d'être respectée pendant le Send.

## Édifices religieux

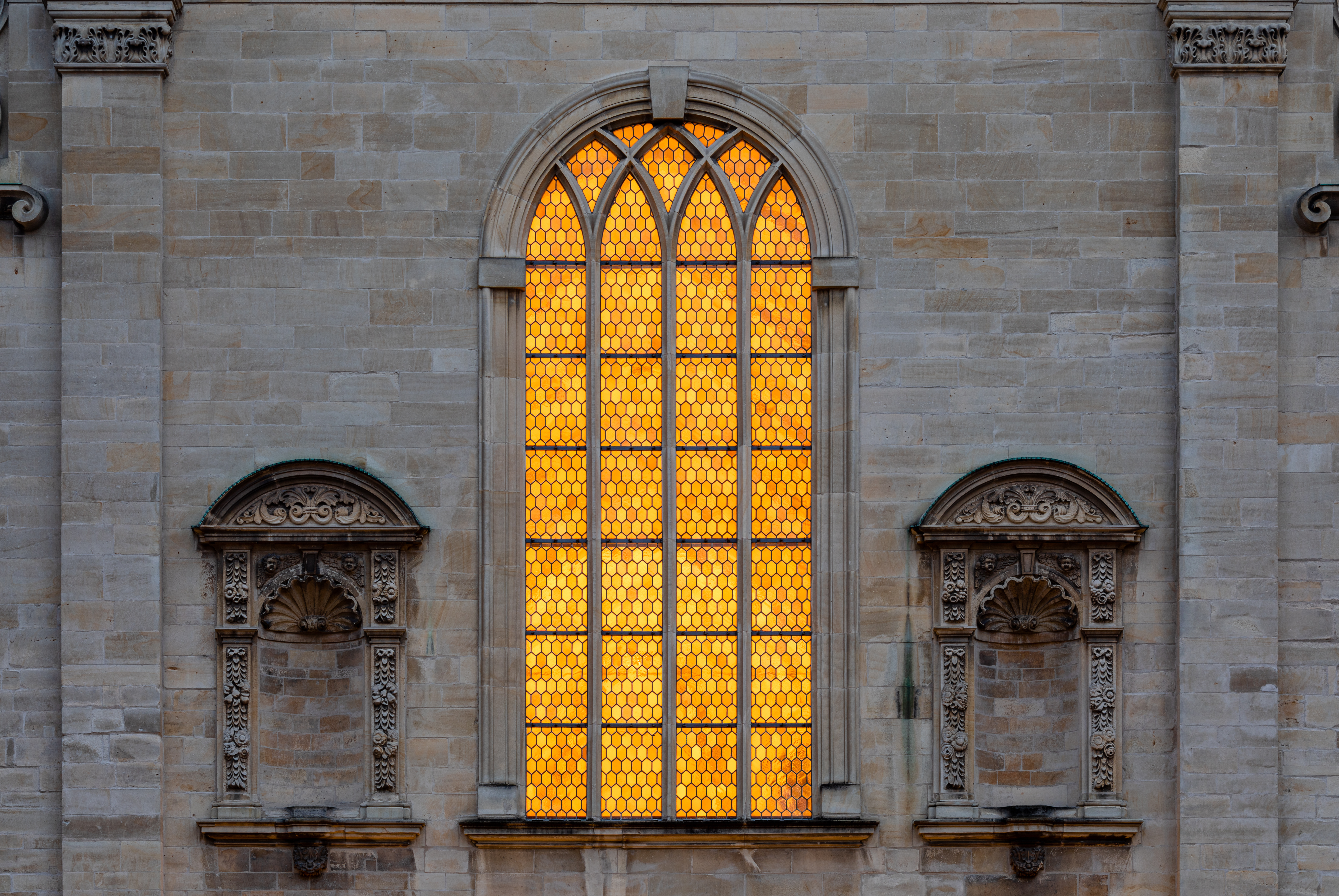
Une fenêtre lumineuse à la Observantenkirche (Münster), d'une communauté évangélique. Novembre 2021.

### Cathédrale Saint-Paul

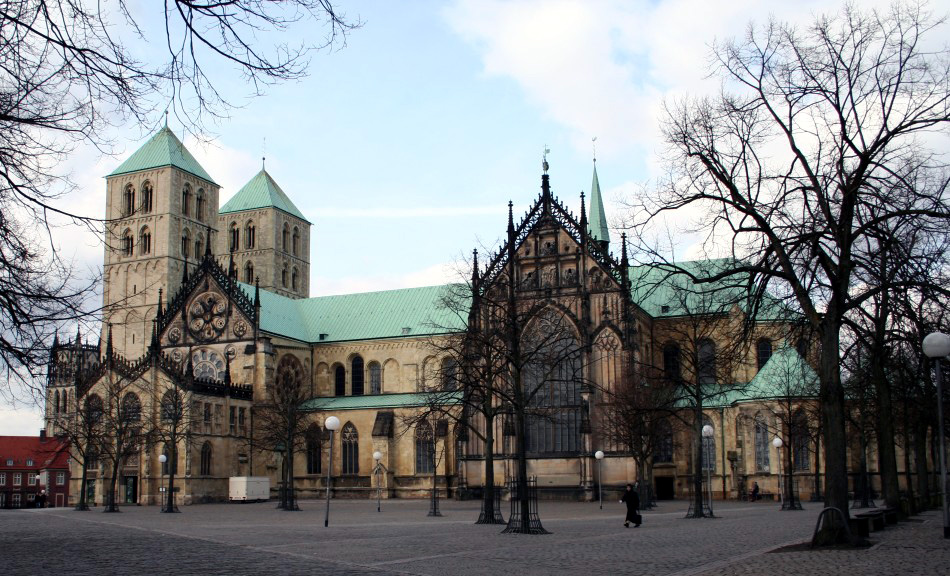
La cathédrale Saint-Paul

La cathédrale Saint-Paul est le monument le plus célèbre de la ville ; elle est le siège du diocèse de Münster, érigé en 805.

### Lambertikirche(église Saint-Lambert)
La Lambertikirche est la deuxième plus grande église de Münster. Elle se situe au croisement des trois rues des grands marchés : le Prinzipalmarkt ; le Roggenmarkt ; et l’Alter Fischermarkt.
Elle fut construite par les commerçants et les bourgeois du début de la Hanse, en 1375. Ils la préféraient à la cathédrale : cette dernière était le symbole du pouvoir ecclésiastique, tandis que la Lambertikirche était le symbole de la richesse bourgeoise et marchande.
C'est un des exemples les plus élégants d'église-halle gothique. On remarque aussi la présence de nombreux grands vitraux.
Accrochées au clocher, il y a trois cages en fer. Au XVIe siècle, les anabaptistes voulurent instaurer le royaume millénaire de Dieu. Lorsque le dernier roi, Jan van Leyden (Jean de Leyde), et ses deux meneurs furent exécutés par l'évêque en 1536, le règne effroyable des anabaptistes cessa. Pour servir d'exemple, l'évêque fit construire trois cages dans lesquelles il mit leur cadavre et qu'il suspendit en haut du clocher.
Le clocher de cette justice cruelle devient fragile au XIXe siècle. En 1887 il fut remplacé par le clocher actuel, selon le modèle de la cathédrale Notre-Dame de Fribourg.
Plus tard, en 1941, l'évêque Clemens August von Galen prononça à Saint-Lambert des prêches célèbres contre le racisme et le programme d'euthanasie des malades mentaux mis au point par les nazis. Les fidèles de l'église furent mis en garde contre le régime national-socialiste.

Église Saint Lambert à Münster
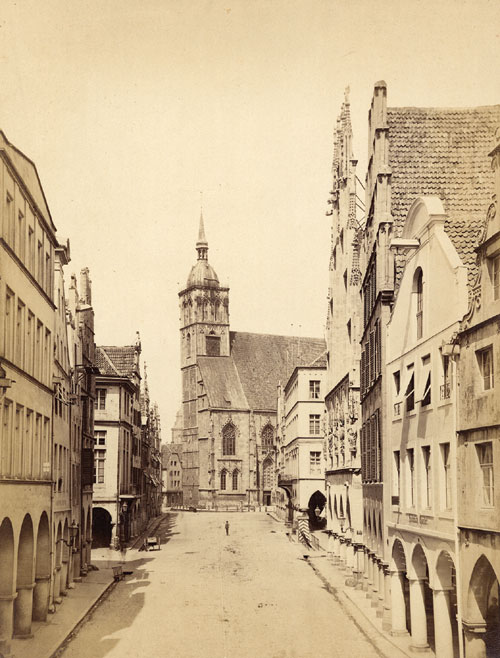
L'église Saint-Lambert avec l'ancien clocher.
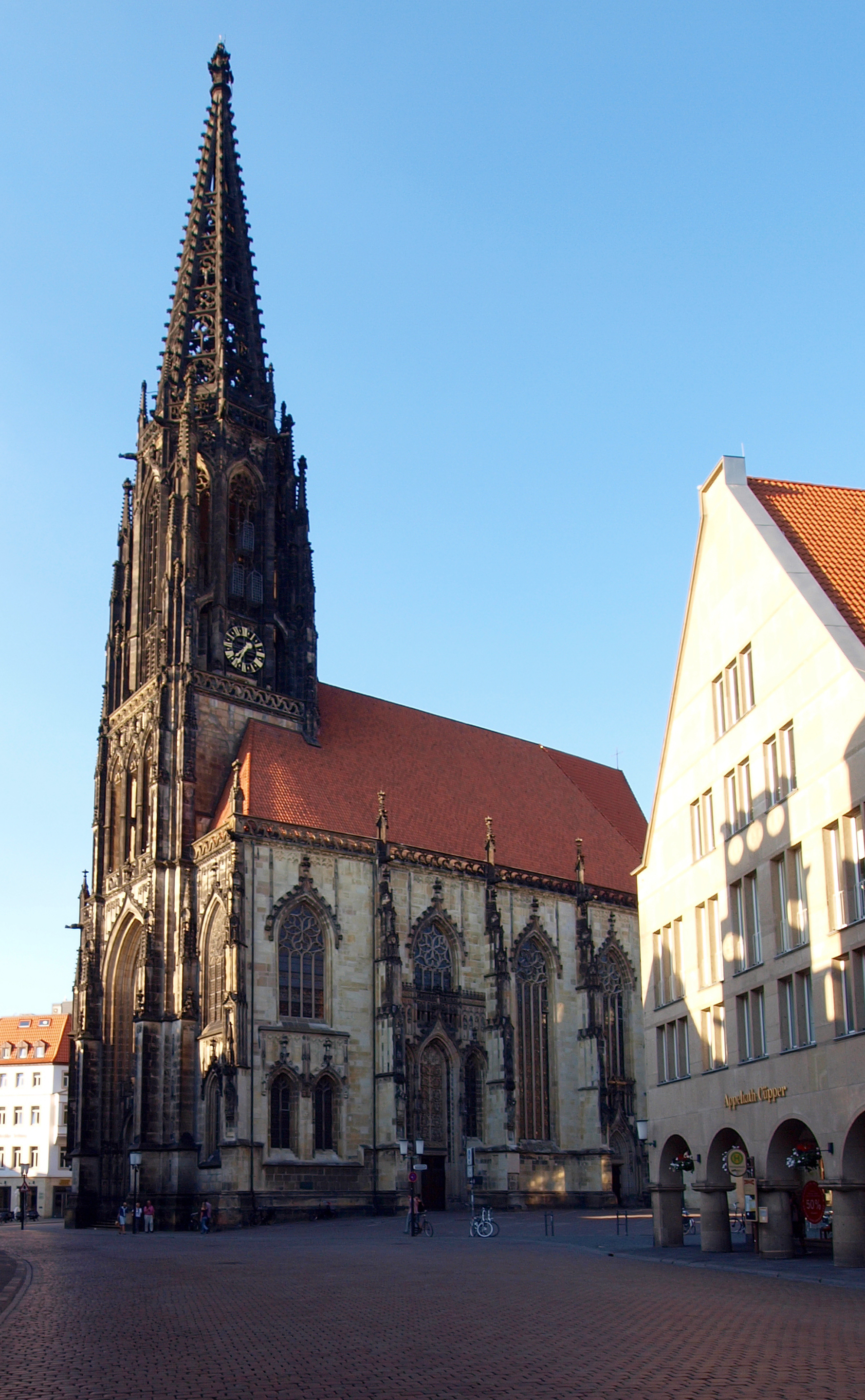
L'église Saint-Lambert avec le clocher actuel.
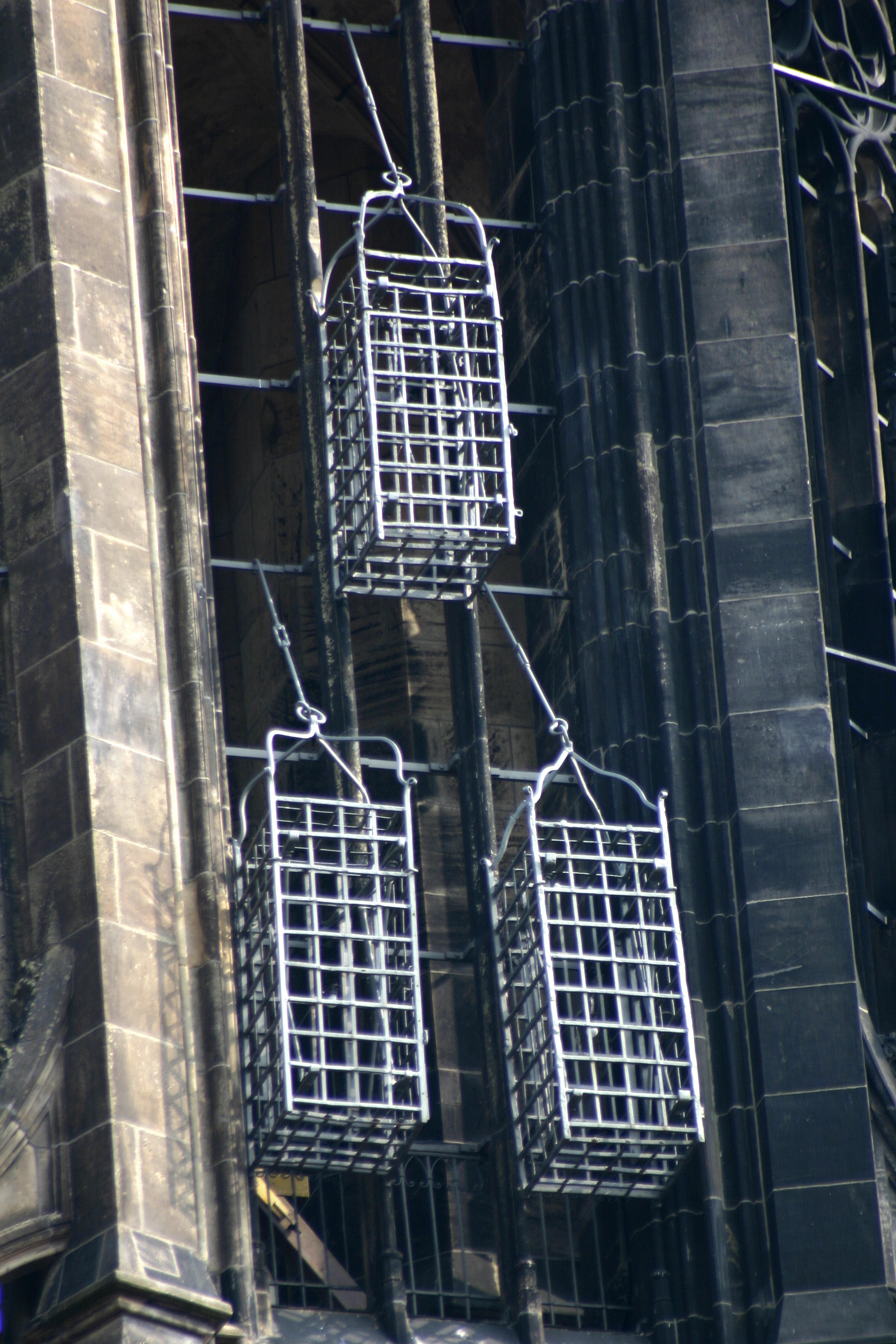
Les cages des meneurs de la révolte de Münster.
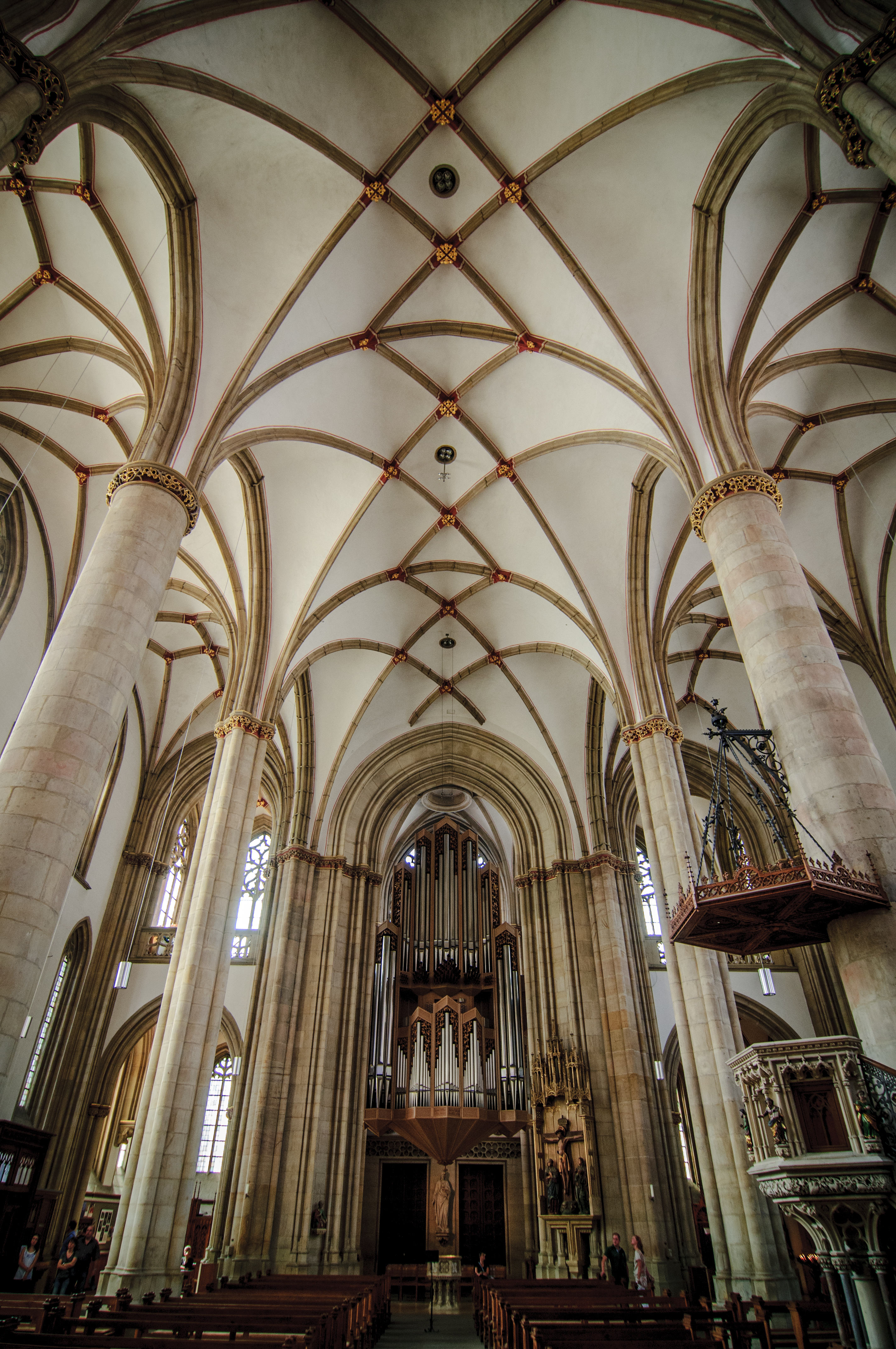
Église-halle – nef et collatéraux de même auteur.
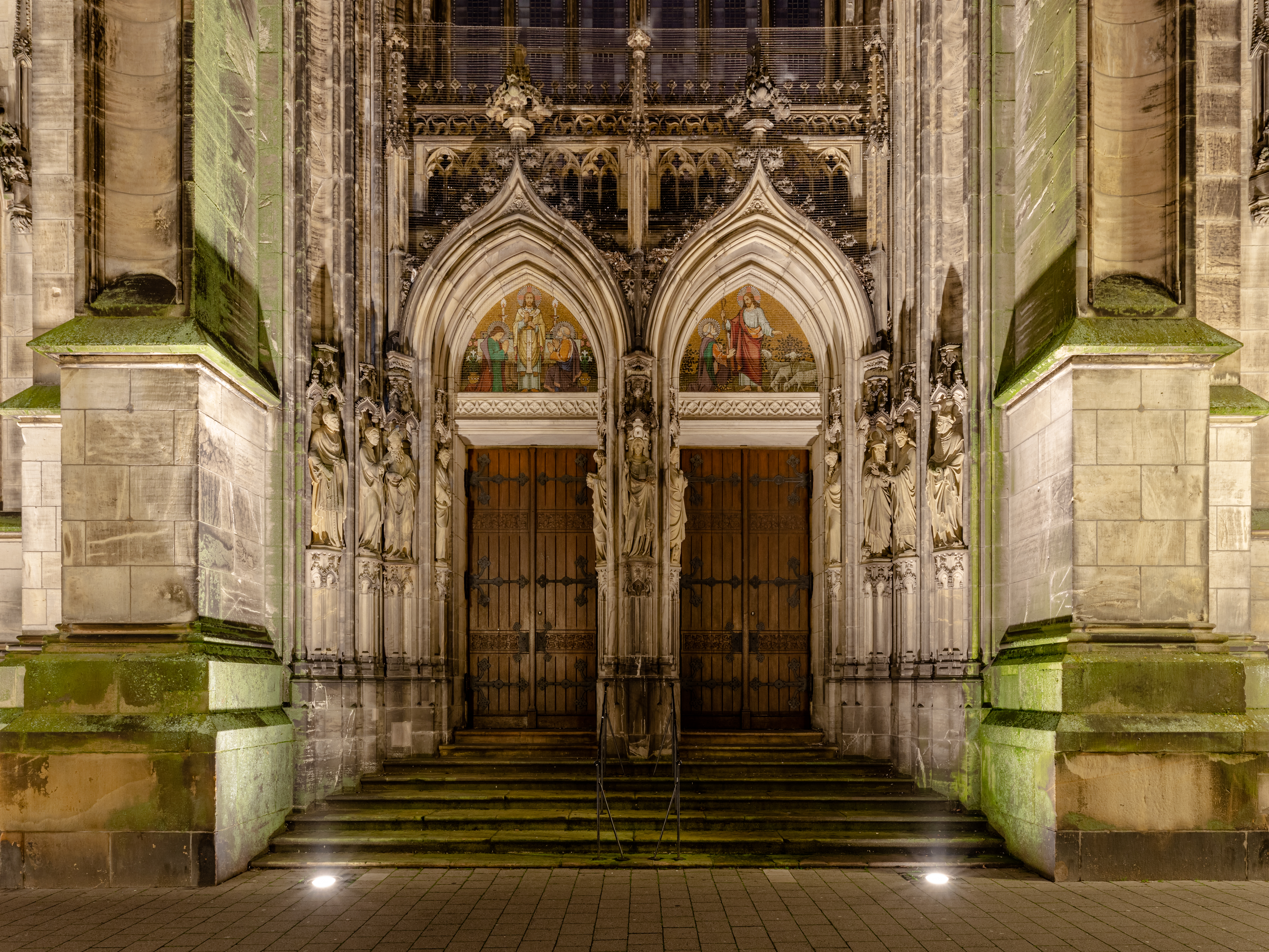
Le portail ouest de l'église Saint-Lambert. Novembre 2021.

### Église Saint-Sébastien de Nienberge
Une église catholique située dans le quartier de Nienberge 

### Église du Sacré-Cœur de Münster
La plus haute église de la ville

### Clemenskirche
C'est la chapelle d'un hôpital qui fut détruit pendant la Seconde Guerre mondiale. La chapelle fut construite de 1744 à 1753. Elle est dotée d'une coupole, et le style baroque de l'intérieur est largement inspiré du maître baroque Balthazar Neumann, originaire du sud de l'Allemagne. Le style baroque touche au style rococo : il y a dans la Clemenskirche de nombreuses statues très vivantes, des dorures, des couleurs turquoise et roses…

## Œuvres de Schlaun
Il se trouve dans Münster de nombreuses œuvres de l'architecte baroque Johann Conrad Schlaun.

### Universitätschloss

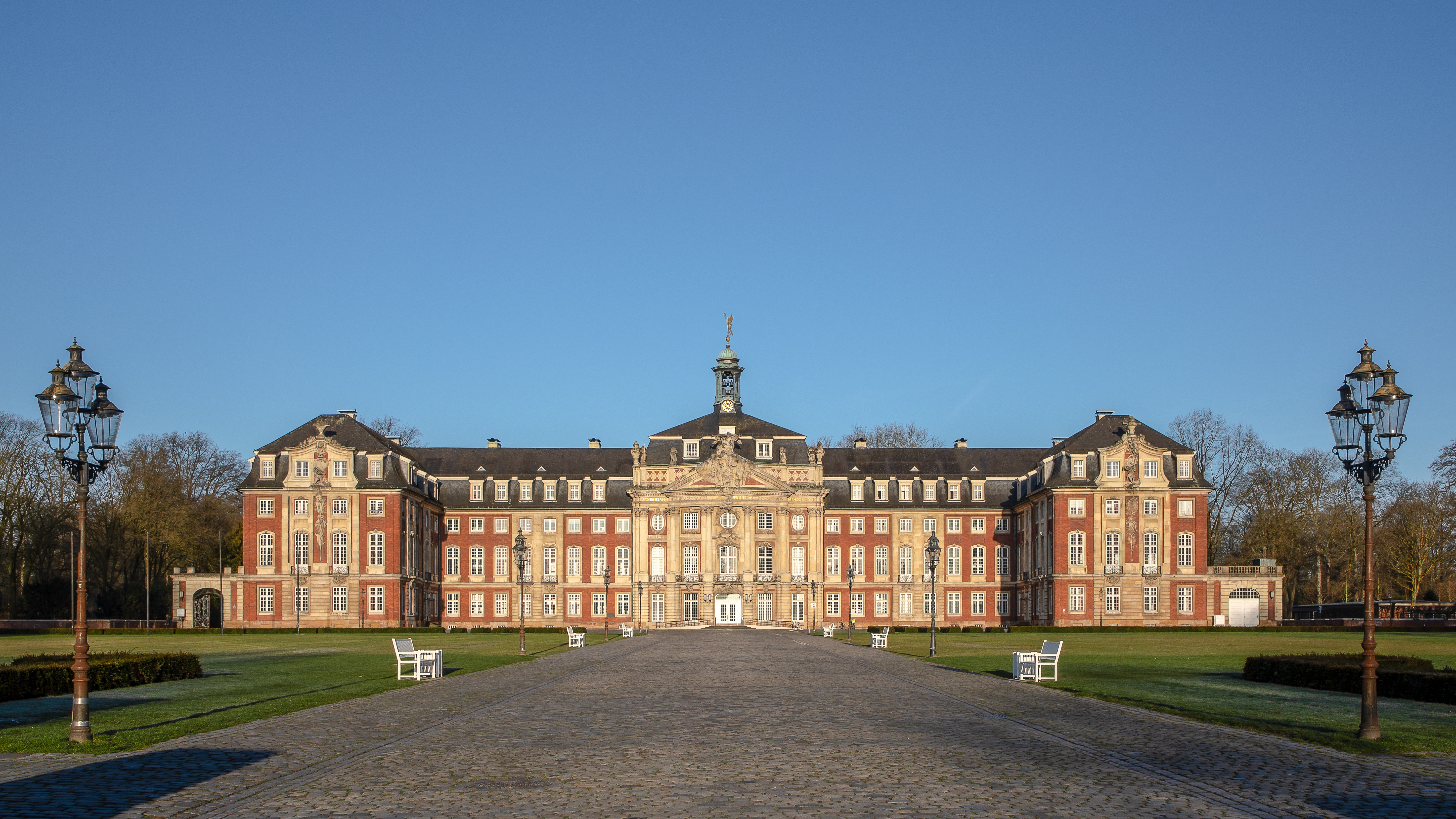
Das Universitätschloss, ou Fürstbischöfliches Schloss Münster. Photo avril 2018.

Das Universitätschloss, ou Residenzschloss, ou château de Münster, est le palais baroque de Münster, qui appartient aujourd'hui à l'université (d'où son nom). C'était la résidence des princes-évêques de Münster : d'ailleurs, c'est le prince-évêque Maximilian Friedrich et son ministre von Rürstenberg qui demandèrent la construction de la résidence : elle commença en 1767, et n'était pas achevée à la mort de Schlaun.
La façade est une alternance de briques rouges et de grès, pour rompre la monotonie classique, d'autant plus que le grès était un des matériaux de prédilection de l'architecte. Les sculptures sont étonnamment fines, vu leur faible visibilité, due au fait qu'elles sont fixées au quatrième étage. L'art baroque est présent dans toutes les représentations anthropomorphiques (voir l'anthropomorphisme); dans les angelots aux formes généreuses, et dans les décorations aux lignes courbes.

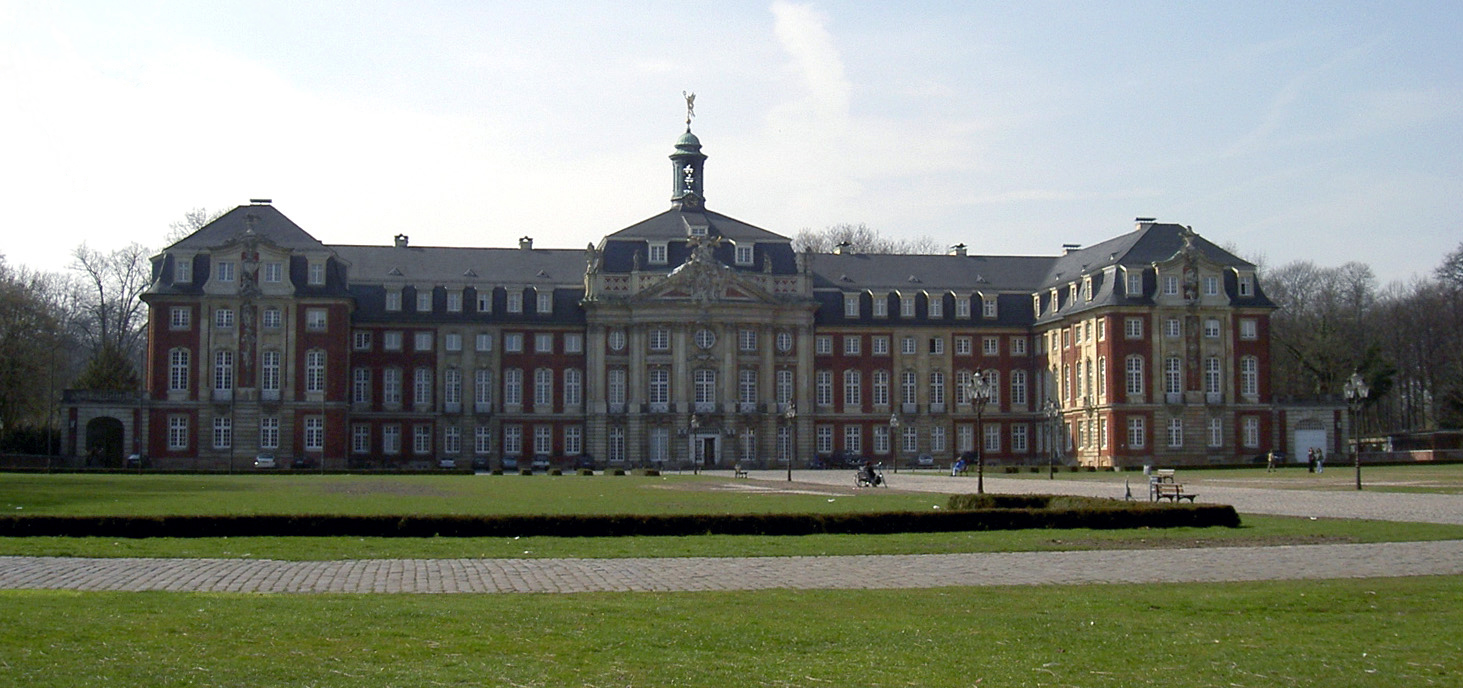
Das Universitätschloss

À l'arrière, se trouve un parc botanique.

## Der Erbdrostenhof

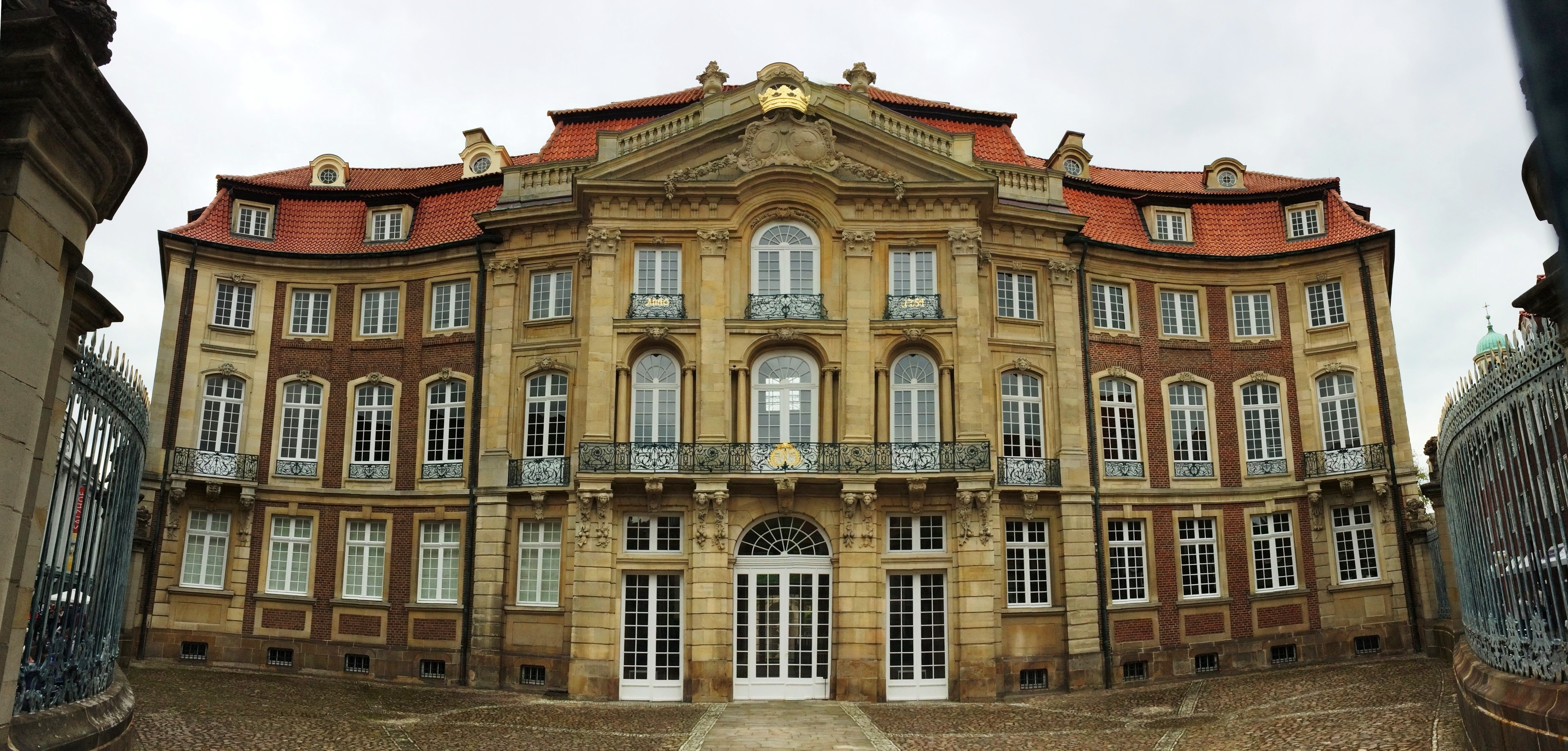
Le Palais Erbdrostenhof où est née la Bienheureuse Sœur Marie du Divin Cœur, comtesse Droste zu Vischering.

C'est le palais le plus particulier de la région. Il est situé à un angle de rue, et sa forme légèrement arrondie permet d'exploiter davantage l'espace du terrain et de donner une impression différente de la conception traditionnelle des bâtiments classiques.
Sur le fronton triangulaire sont exposés les blasons de la fameuse noble famille des Droste zu Vischering qui le fit construire en 1753. On remarque là encore l'alternance brique rouge-grès. À l'intérieur sont utilisés les trompe-l’œil et les miroirs, qui donnent une impression renforcée d'espace et de grandeur.
Dans ce palais est née la Bienheureuse Sœur Marie du Divin Cœur, comtesse Droste zu Vischering, nommée supérieure du couvent du Bon-Pasteur de Porto, au Portugal, et personne qui inspira le pape Léon XIII à faire la consécration du genre humain au Sacré-Cœur de Jésus.

## Die Rieselfelder
C'est la réserve naturelle de Münster. On peut s'y promener à pied ou à vélo, elle s'étend sur des kilomètres, regroupant de nombreuses sortes d'oiseaux, telles que des martins pêcheurs, des canards ; mais aussi des taureaux, des vaches, des grenouilles, des castors…

## Allwetterzoo Münster
Le parc zoologique de Münster.

## La vie aujourd'hui à Münster

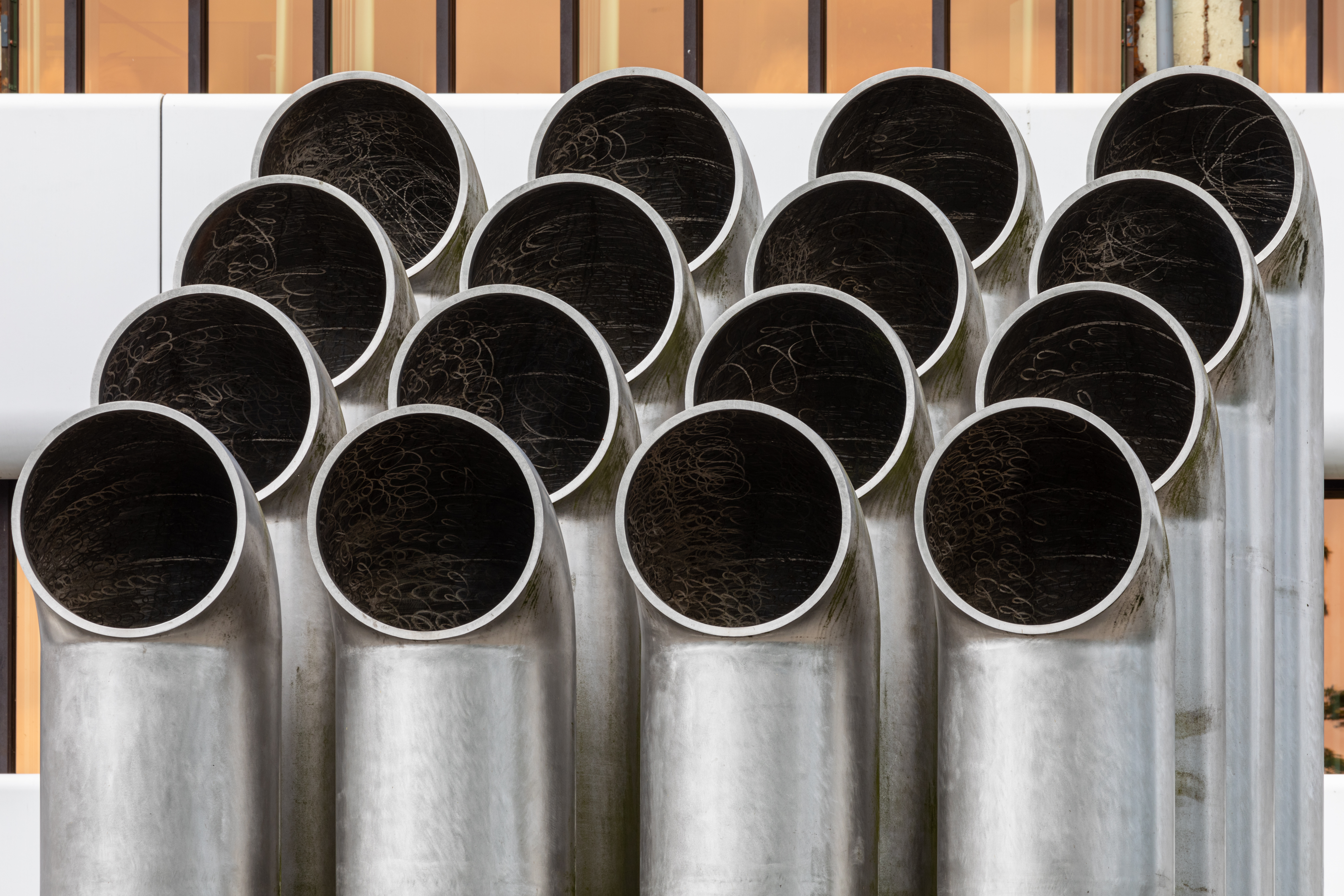
Sculpture “Abluftplastik” de Friedrich Gräsel, de 1971, près de LBS à Münster. Photo juillet 2021.

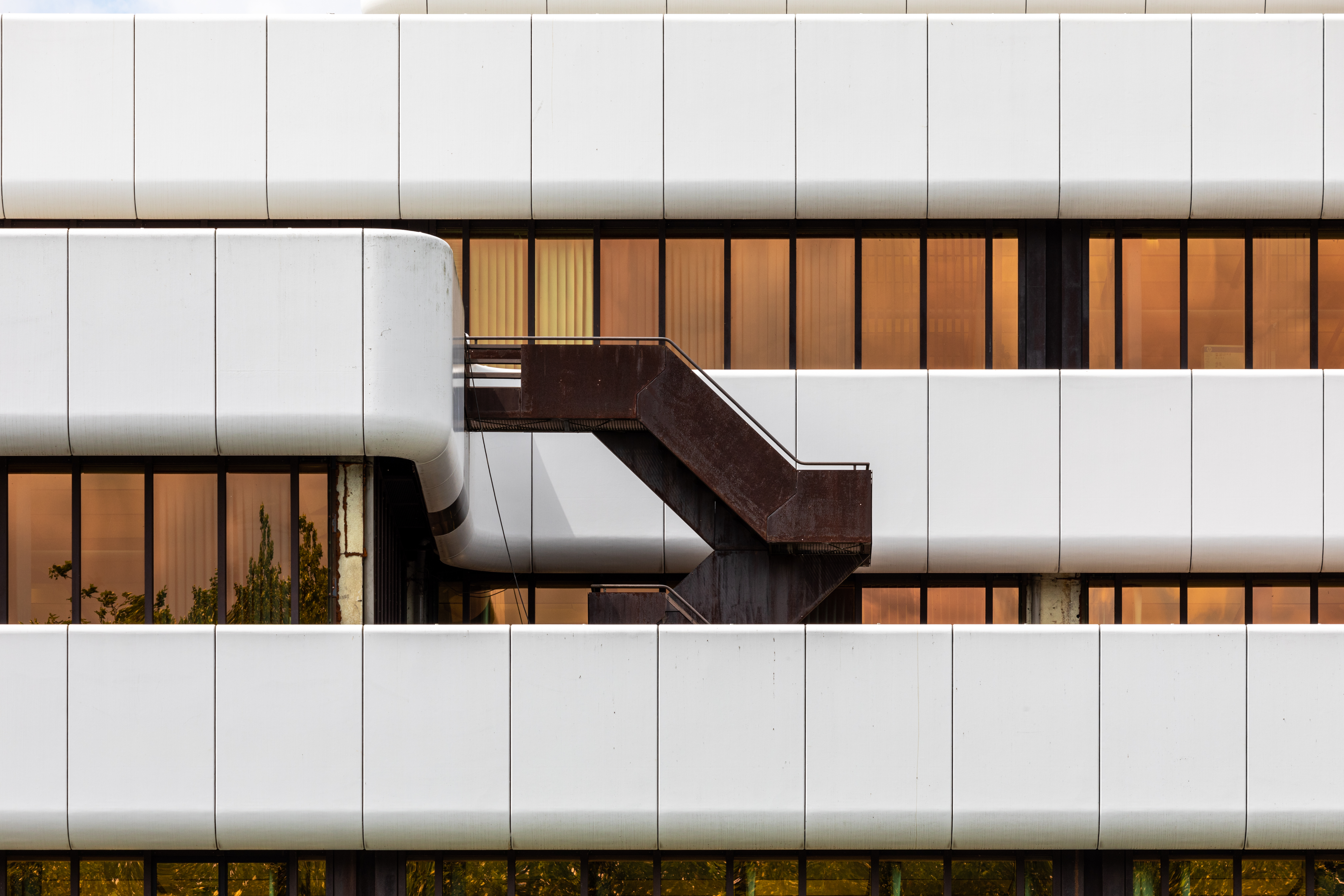
Un immeuble de bureaux près de LBS à Münster. Juillet 2021.

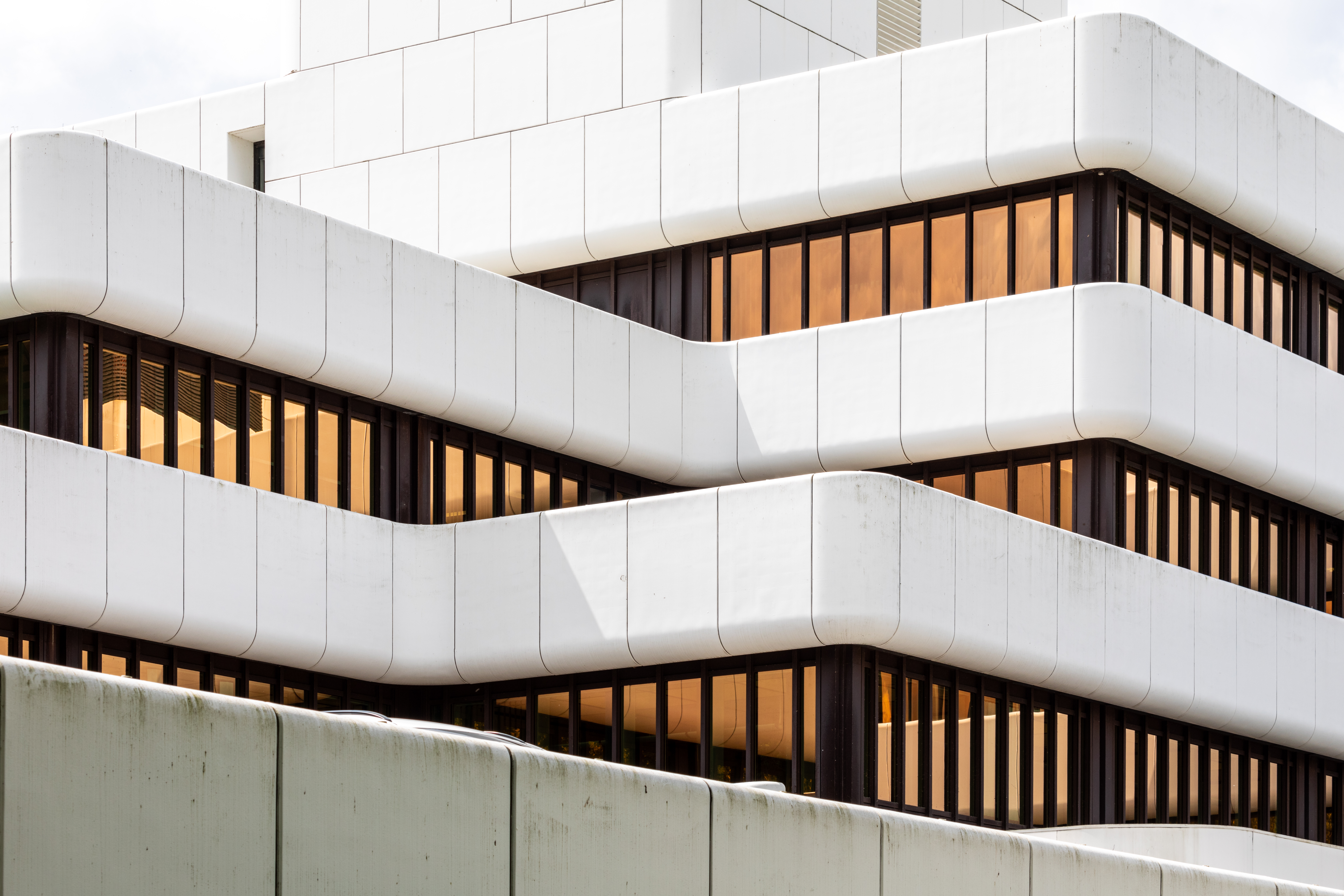
Même immeuble, même endroit, même moment.

Münster est une ville qui vise une plus grande écologie. En effet, la circulation à vélo et en autobus est très développée : de nombreux garages publics gardés pour vélo sont établis, en particulier dans les lieux publics les plus fréquentés.
Münster est aussi une ville à grande importance commerciale.
Un dicton populaire raconte qu'à Münster, « Soit il pleut, soit les cloches sonnent. Et si c'est les deux, alors on est dimanche ».

L'immeuble LVM
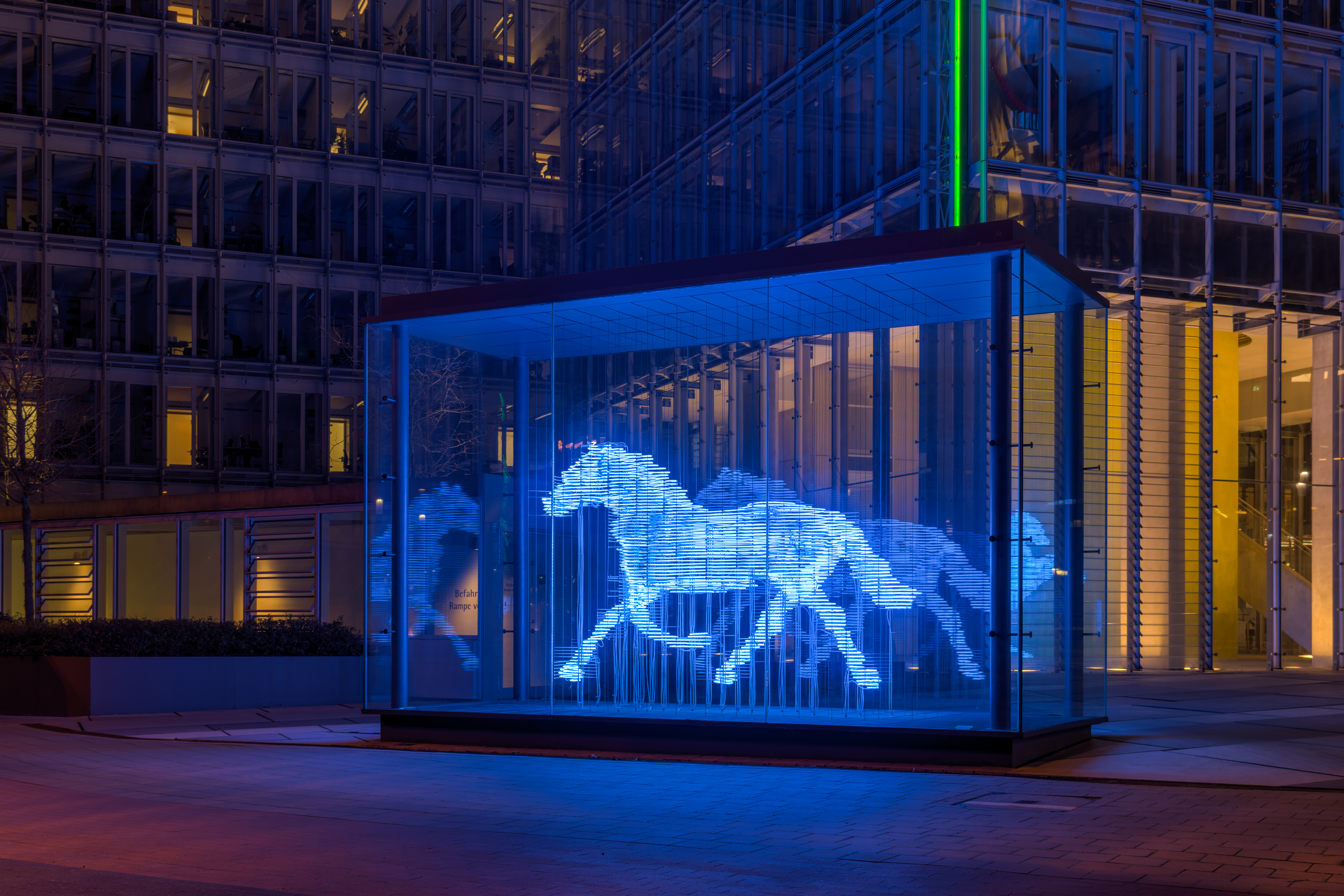
Une installation à partir d'une sculpture de cheval réalisée par Stephan Huber devant l'immeuble de LVM, Munster
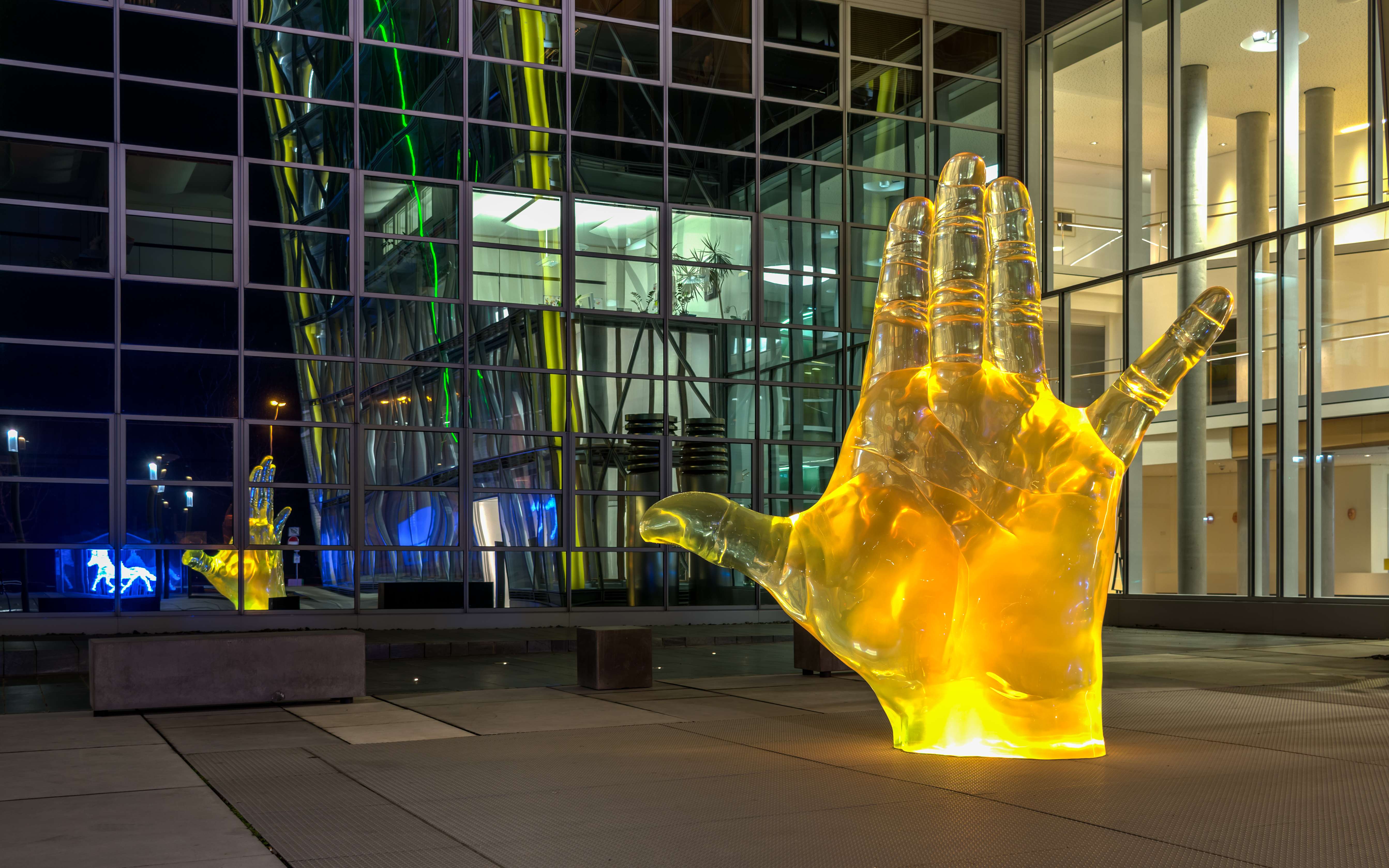
Sculpture "Corps et âme" de Duk-Kyu Ryang, 2015, devant l'immeuble de LVM.
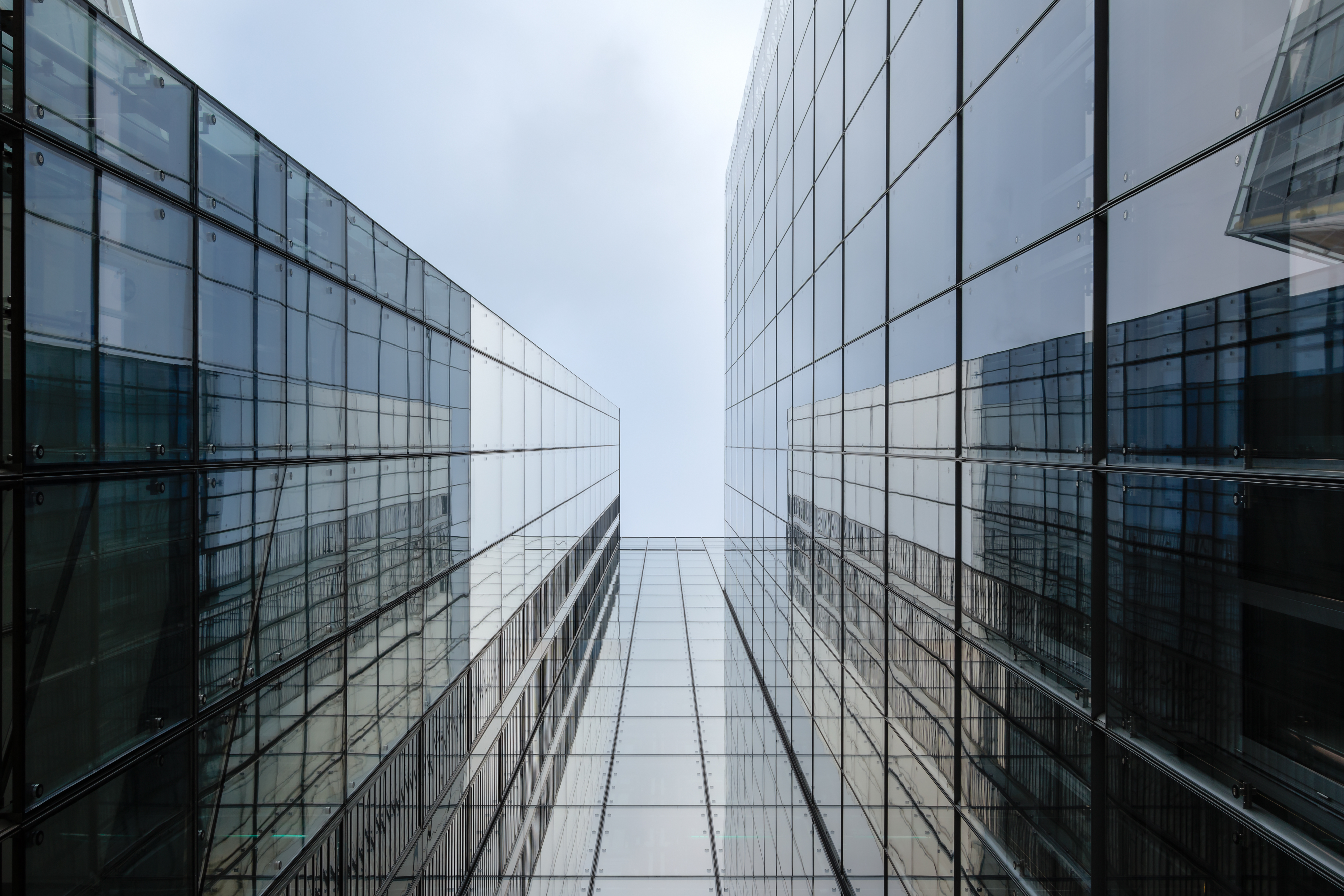
L'immeuble de LVM. Février 2017.
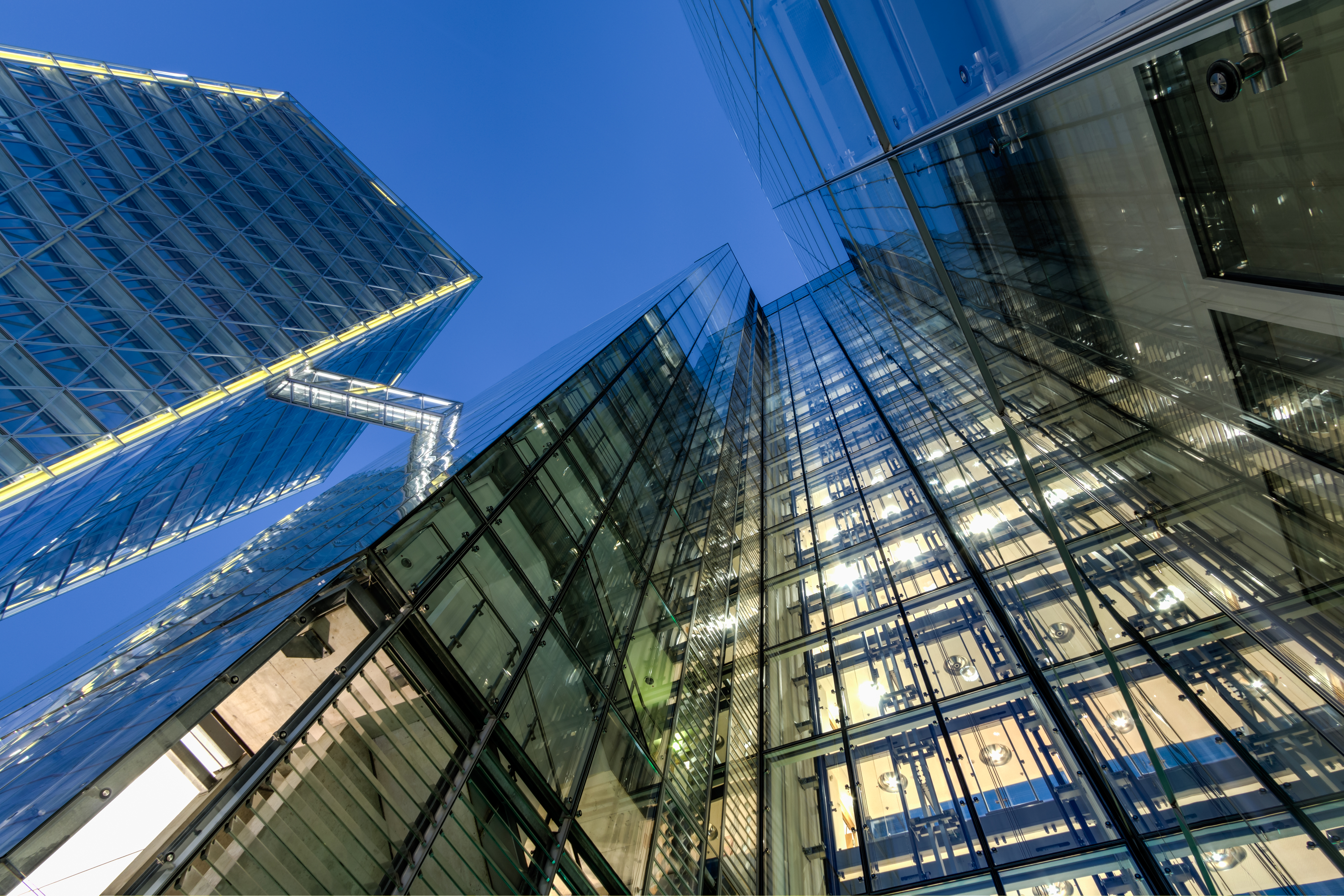
Autre vue de l'immeuble LVM. Mars 2017.
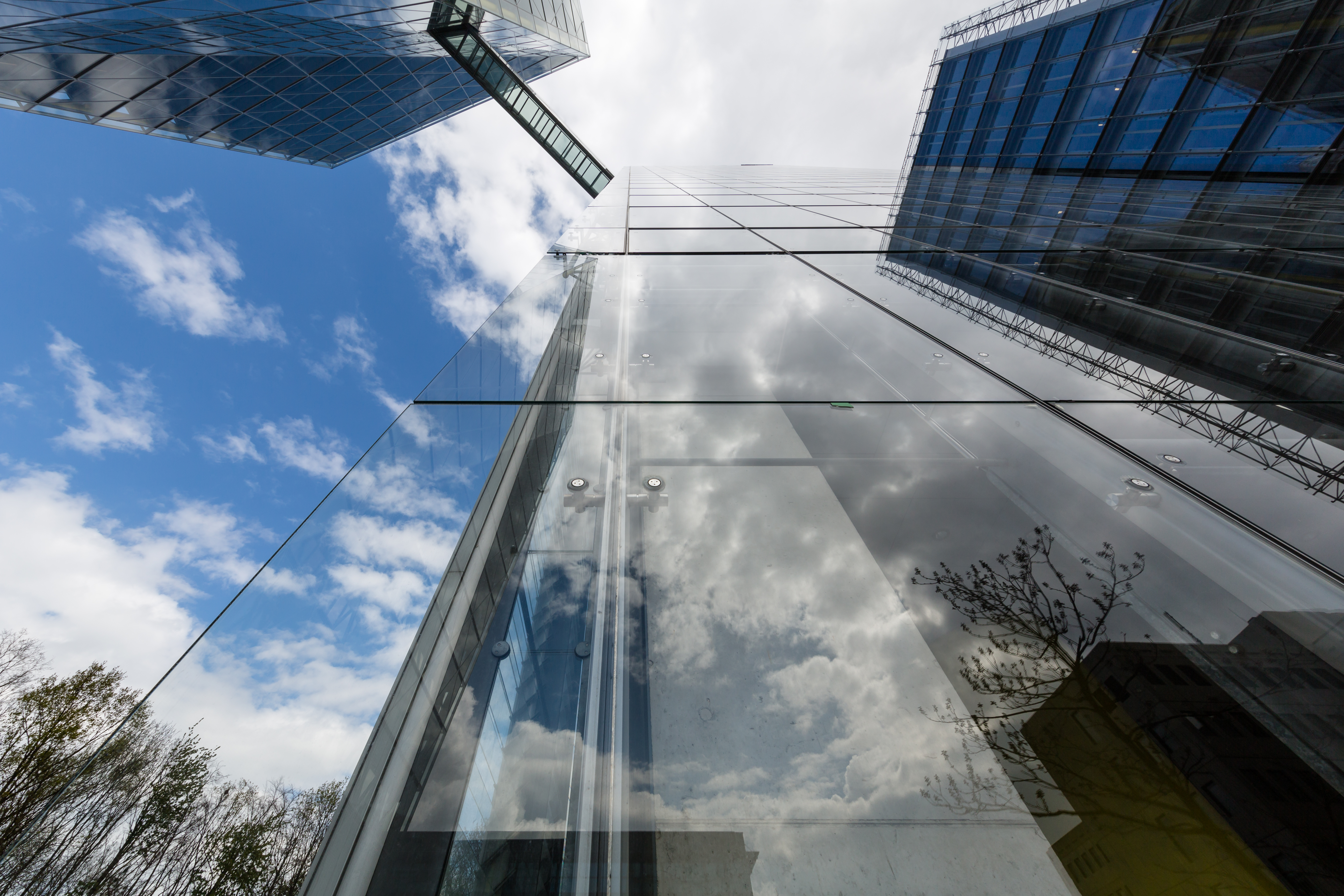
L'immeuble en avril 2017.

## Politique et administration

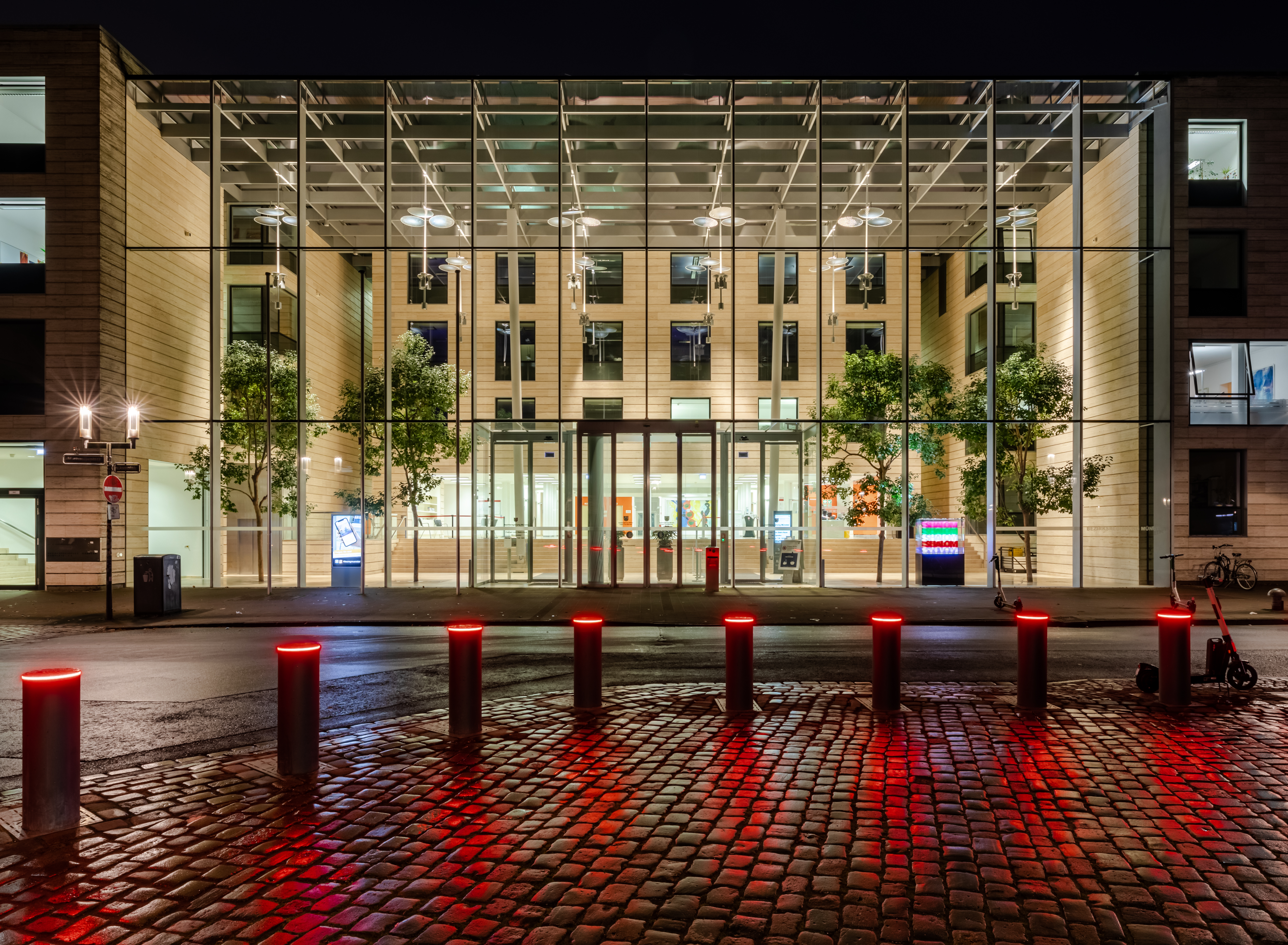
Freiherr-vom-Stein-Haus, gouvernement du district, sur la Domplatz à Münster. Novembre 2021.

### Élections communales de 2020

#### Bourgmestre
| Candidats                | Candidats                | Partis                                       | Premier tour | Premier tour | Second tour | Second tour |
| Candidats                | Candidats                | Partis                                       | Voix         | %            | Voix        | %           |
| ------------------------ | ------------------------ | -------------------------------------------- | ------------ | ------------ | ----------- | ----------- |
|                          | Markus Lewe              | Union chrétienne-démocrate d'Allemagne (CDU) | 68 817       | 44,55        | 69 705      | 52,60       |
|                          | Peter Todeskino          | Alliance 90 / Les Verts (Grünen)             | 43 978       | 28,47        | 62 824      | 47,40       |
|                          | Michael Jung             | Parti social-démocrate d'Allemagne (SPD)     | 25 170       | 16,30        |             |             |
|                          | Ulrich Thoden            | Die Linke                                    | 5 200        | 3,37         |             |             |
|                          | Jörg Berens              | Parti libéral-démocrate (FDP)                | 4 685        | 3,03         |             |             |
|                          | Roland Scholle           | Die PARTEI (DP)                              | 2 581        | 1,67         |             |             |
|                          | Autres candidats         | Autres candidats                             | 4 032        | 2,61         |             |             |
|                          |                          |                                              |              |              |             |             |
| Votes valides            | Votes valides            | Votes valides                                | 154 463      | 99,27        | 132 529     | 99,5        |
| Votes blancs et nuls     | Votes blancs et nuls     | Votes blancs et nuls                         | 1 132        | 0,73         | 636         | 0,48        |
| Total                    | Total                    | Total                                        | 155 595      | 100          | 133 165     | 100         |
| Abstention               | Abstention               | Abstention                                   | 91 594       | 37,05        | 113 932     | 46,11       |
| Inscrits / participation | Inscrits / participation | Inscrits / participation                     | 247 189      | 62,95        | 132 529     | 53,89       |

#### Conseil municipal
|                           |                                              |         |       |      |        |     |
| Parti                     | Parti                                        | Voix    | %     | +/-  | Sièges | +/- |
|                           | Union chrétienne-démocrate d'Allemagne (CDU) | 50 465  | 32,70 | 2,5  | 22     | 3   |
|                           | Alliance 90 / Les Verts (Grünen)             | 46 696  | 30,25 | 10,1 | 20     | 6   |
|                           | Parti social-démocrate d'Allemagne (SPD)     | 27 163  | 17,60 | 9,4  | 12     | 7   |
|                           | Die Linke                                    | 7 539   | 4,88  | 0,1  | 3      | 1   |
|                           | Parti libéral-démocrate (FDP)                | 7 104   | 4,60  | 1,3  | 3      | 1   |
|                           | Volt                                         | 4 032   | 2,61  | Nv.  | 2      | 2   |
|                           | Alternative pour l'Allemagne (AfD)           | 3 399   | 2,20  | 0,4  | 1      | 1   |
|                           | Die PARTEI                                   | 3 196   | 2,07  | Nv.  | 1      | 1   |
|                           | Autres                                       | 4 754   | 3,09  | -    | 2      | 2   |
|                           |                                              |         |       |      |        |     |
| Suffrages exprimés        | Suffrages exprimés                           | 154 348 | 99,18 |      |        |     |
| Votes blancs et invalides | Votes blancs et invalides                    | 1 273   | 0,82  |      |        |     |
| Total                     | Total                                        | 155 621 | 100   | -    | 66     | 6   |
| Abstentions               | Abstentions                                  | 91 568  | 37,04 |      |        |     |
| Inscrits / participation  | Inscrits / participation                     | 247 189 | 62,96 |      |        |     |

## Musées

Musées de Münster
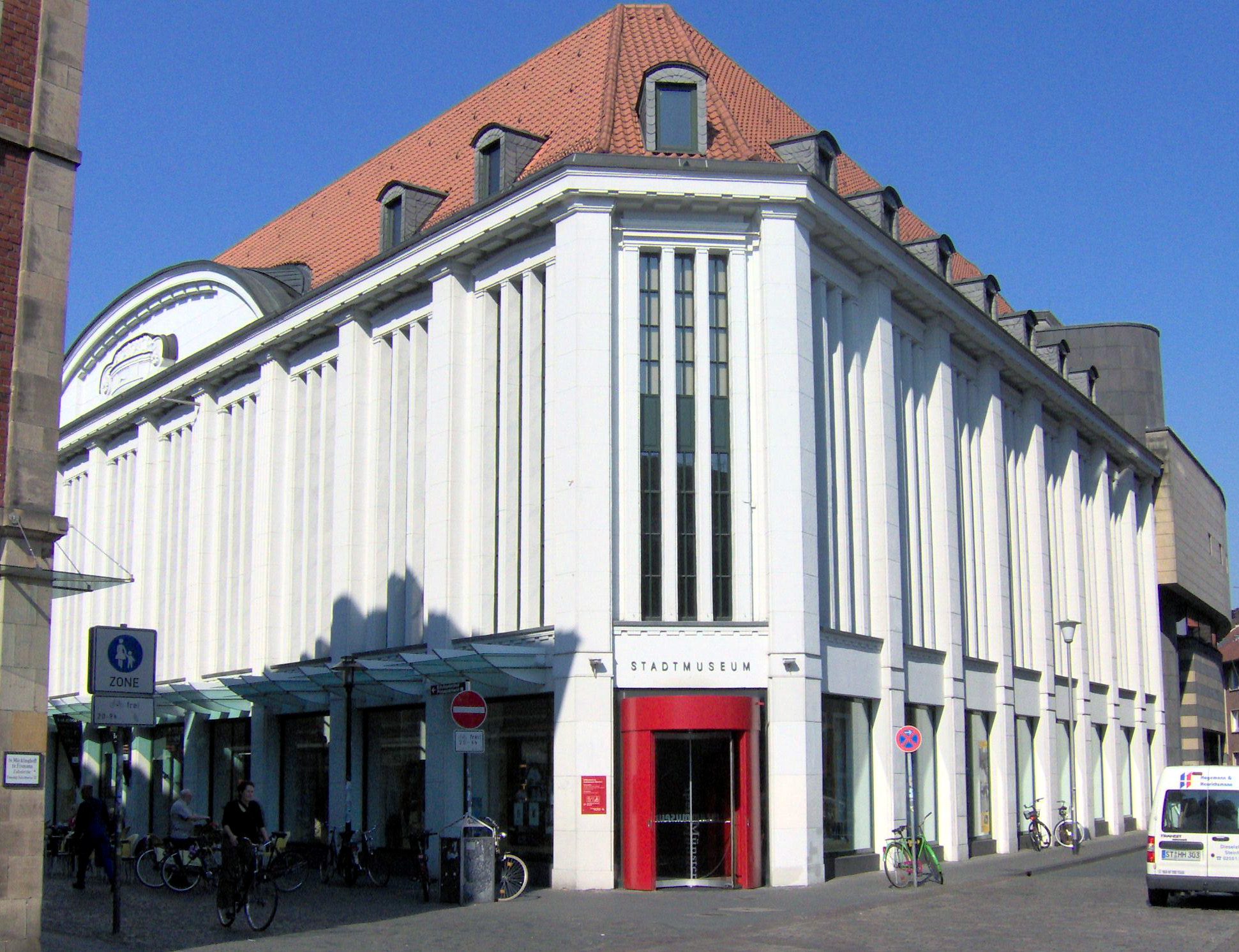
Musée municipal de Münster (Stadtmuseum Münster).
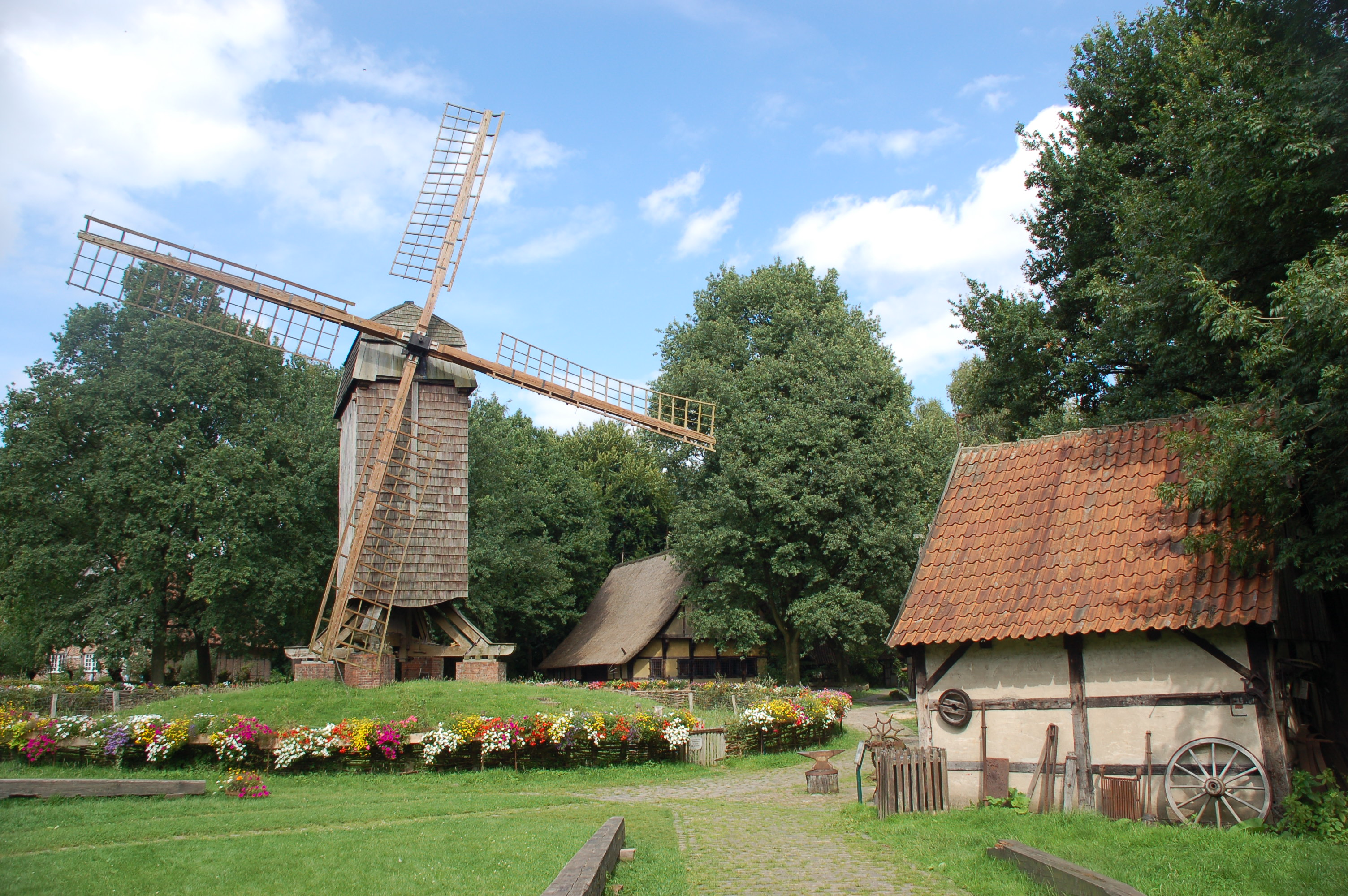
Musée en plein air Mühlenhof (le moulin).
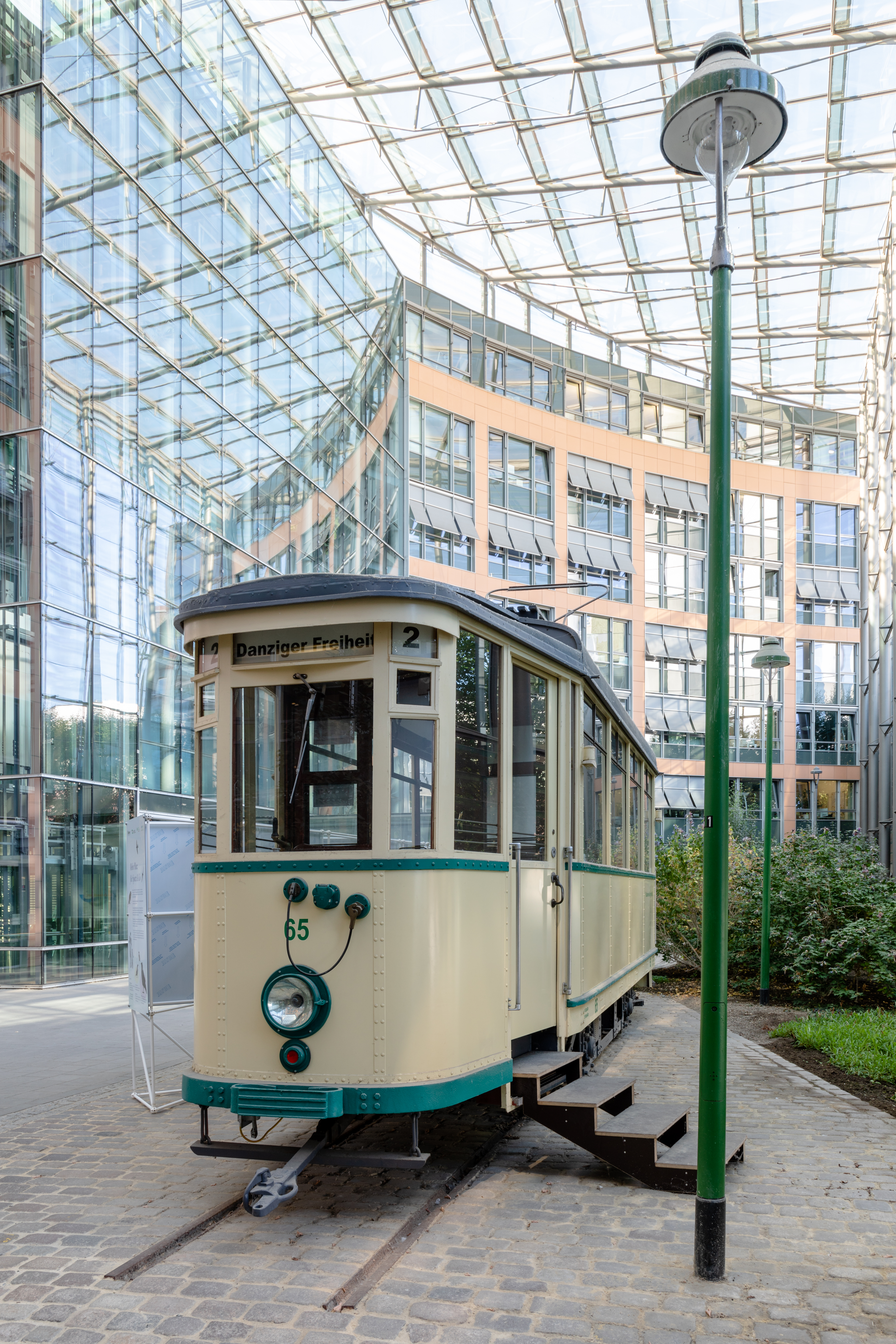
Un tram de Münster au musée de la ville.
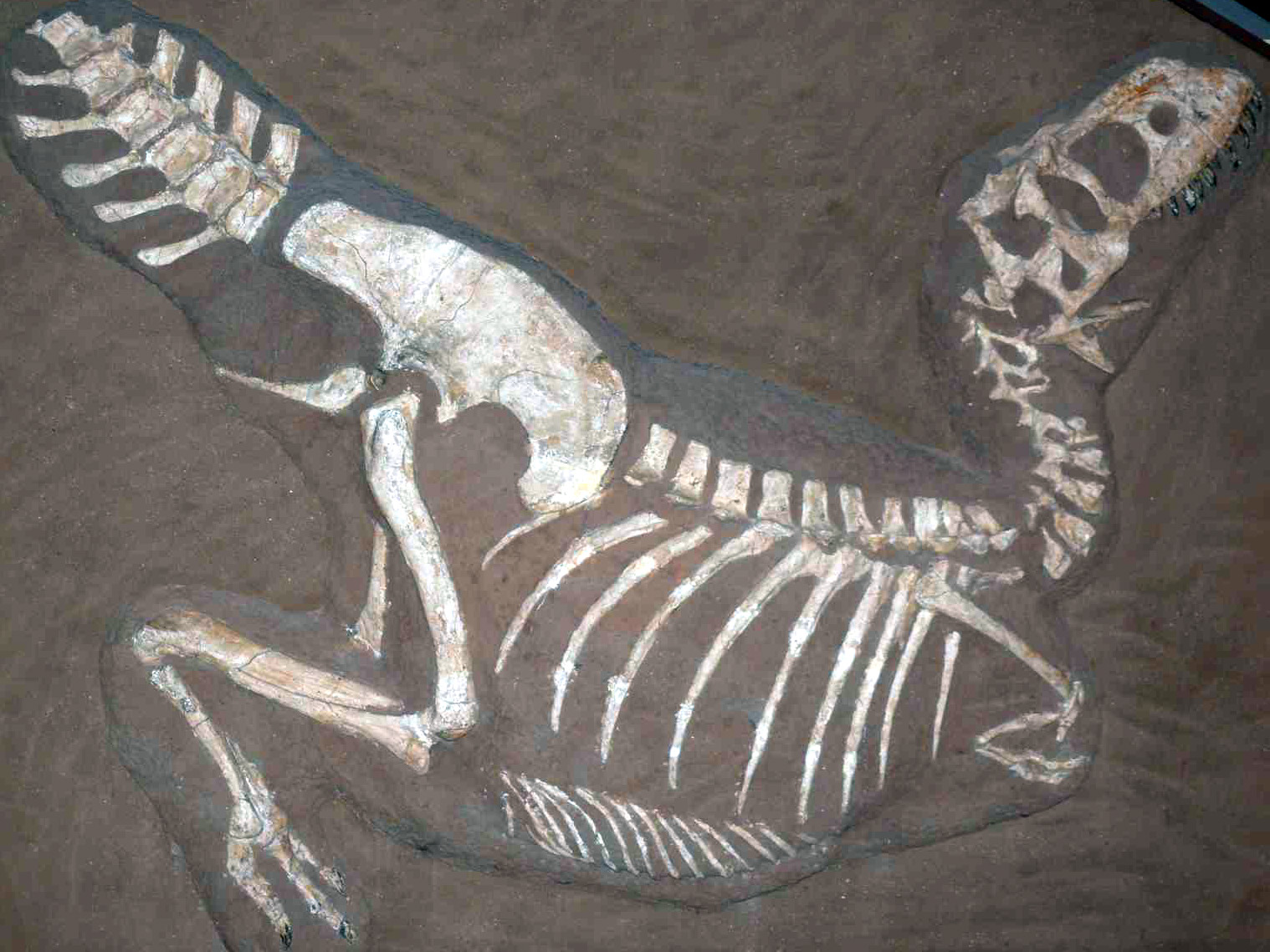
Moulage d'un fossile de Tarbosaurus au musée westphalien d'Histoire naturelle.
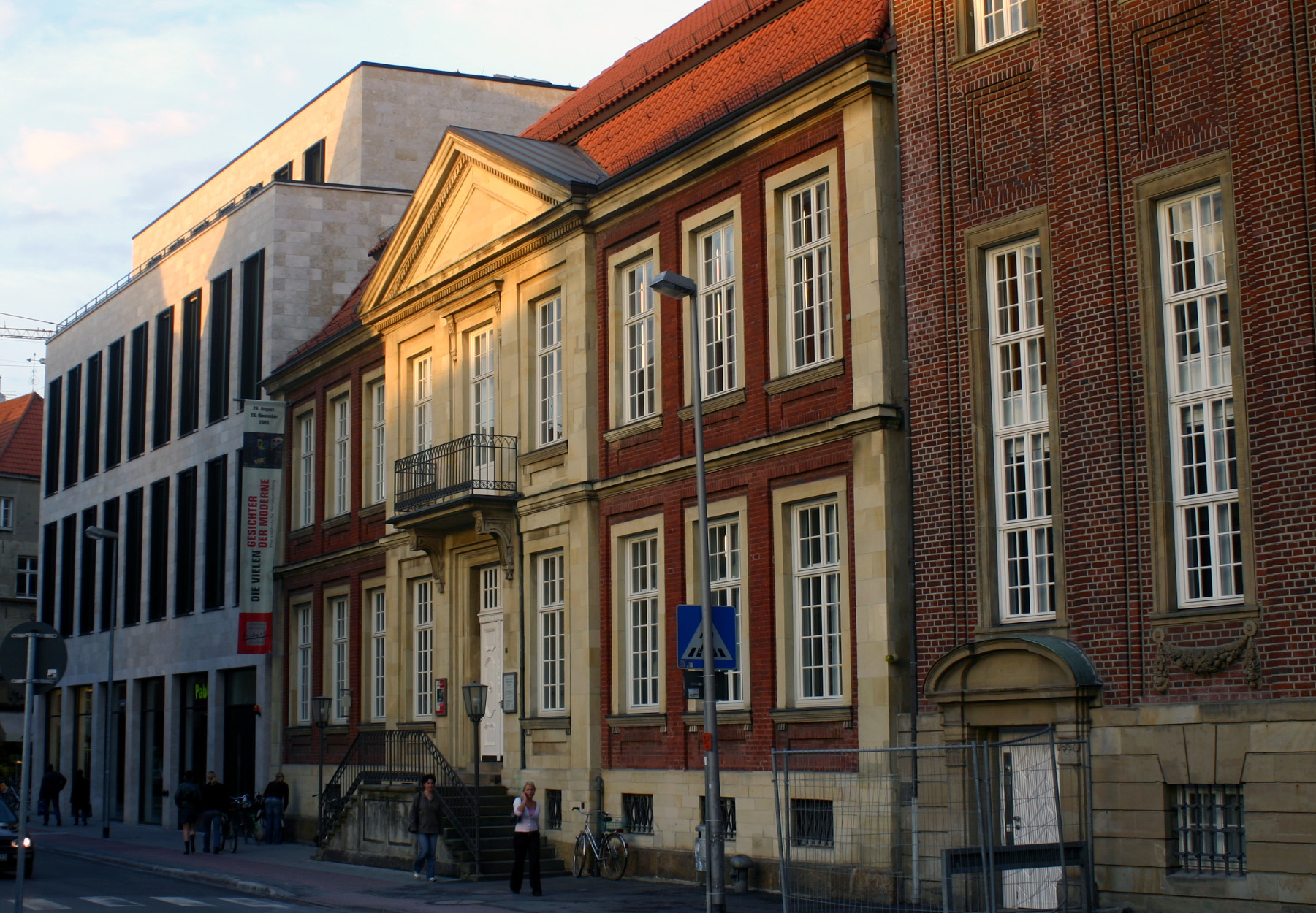
Façade du musée d'art Pablo Picasso.

### Musée en plein air Mühlenhof
Le musée en plein air Mühlenhof (en allemand, Mühlenhof - Freilichtmuseum Münster) est un écomusée et un musée en plein air fondé dans les années 1959/1960 à la suite d'une idée proposée par Theo Breider. Le nom du musée (Mühlenhof : 'la ferme du moulin') lui vient du moulin traditionnel allemand situé en son centre. Le Musée regroupe une trentaine de maisons construites à partir de vestiges venant de toute la Westphalie, et reconstitue ainsi une ville telle qu'elle pouvait l'être auparavant dans la période post-médiévale.
Parmi la trentaine de maisons il y a ledit moulin mais aussi une école rurale, une taverne, une forge, une menuiserie... et de temps en temps s'y promène un guide habillé en costume traditionnel (écharpe rouge, bâton, veste bleue).

### Musée westphalien d'Histoire naturelle
À l'origine fondé en 1892 sous le nom de « musée d'histoire naturelle de Münster », ce musée d'histoire naturelle se nomme actuellement « musée westphalien d'Histoire naturelle ».

### Musée municipal de Münster
Le musée municipal de Münster (Stadtmuseum Münster, littéralement : « musée de la ville de Münster ») retrace avant tout l'histoire de la ville.

## LesWasserschlösserdes alentours
Les Wasserschlösser sont des châteaux entourés d’eau, construits du Moyen Âge jusqu’à la fin du XVIIIe siècle. Le Münsterland en compte encore une centaine à ce jour.

### Leur origine: lesWasserburgen
Au Moyen Âge, les seigneurs d’Allemagne, qui se battaient incessamment, eurent l’idée de construire des châteaux sur des îles entourées d’eau. Effectivement, c’était bien le seul moyen de se défendre. La région était toute plate, mais les nombreuses rivières, fleuves et affluents fournissaient une excellente défense, d’autant plus qu’on pouvait creuser des fossés autour des châteaux, remplis également d'eau.
C’est donc au XIIe siècle que ces mini-forteresses, les « Wasserburgen », sont érigées aux moyens de pierres ou de briques. Elles sont très différentes des françaises. La plupart sont construites en suivant la forme initiale de l’île (circulaire), d’autres s’étalent sur deux îles reliées par un pont-levis, mais les châteaux ne sont jamais fermés. Quelques-uns sont dotés d’une tour, qui dépasse rarement les 25 mètres de haut. Mais, à partir du XVIe siècle, l’invention des armes à feu et notamment des canons, rendit primitif et inutile ce type de défense. La plupart des châteaux furent pris, et détruits, surtout pendant la guerre de Trente Ans. C’est la fin des « Wasserburgen », et le début des « Wasserschlösser ».

### Ce qu'ils sont devenus: lesWasserschlösser(ou châteaux entourés d'eau)
Après la guerre de Trente Ans, la plupart des nobles décident d’acheter les terrains avec les « Wasserburgen » en ruine, et de les reconstruire pour en faire de véritables châteaux de plaisance et de vacances, où l’eau serait un élément essentiel de la décoration. Certains sont reconstruits selon les formes des anciens châteaux, en conservant parfois la tour. Certains deviennent de magnifiques palais grandioses, d’autres, de plus petits manoirs avec deux ou trois corps de bâtiments. L’art baroque se propage à ce moment-là, il influence les nobles, et se retrouve sur les grilles, les tableaux… Les nobles viennent dans leurs demeures essentiellement durant l’été, car les châteaux sont très froids en hiver.
Aujourd’hui, les 3 000 châteaux se sont presque tous effondrés, sauf quelque 300 qui sont intégralement conservés. Certains sont devenus des musées et donc visitables. Des concerts et des festins traditionnels y sont parfois organisés. Ce sont aussi toujours des châteaux privés.

### Quelques châteaux célèbres

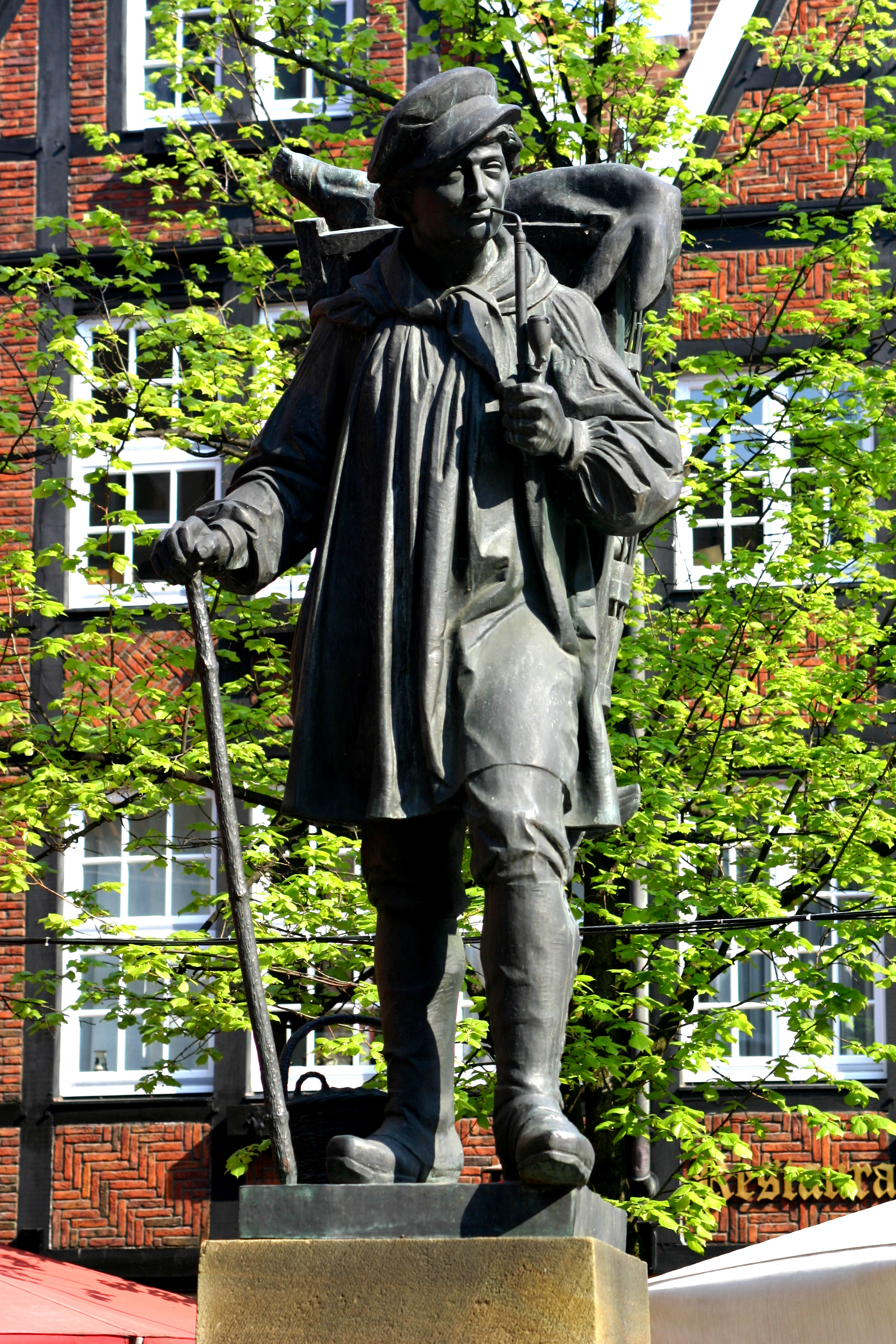
Le Kiepenkerl

- Château de Darfeld
- Château de Vischering
- Château Hülshoff
- Château de Nordkirchen
- Haus Rüschhaus
- Château d'Anholt
- Schloss Ahaus

## Traditions

Le Send de Münster
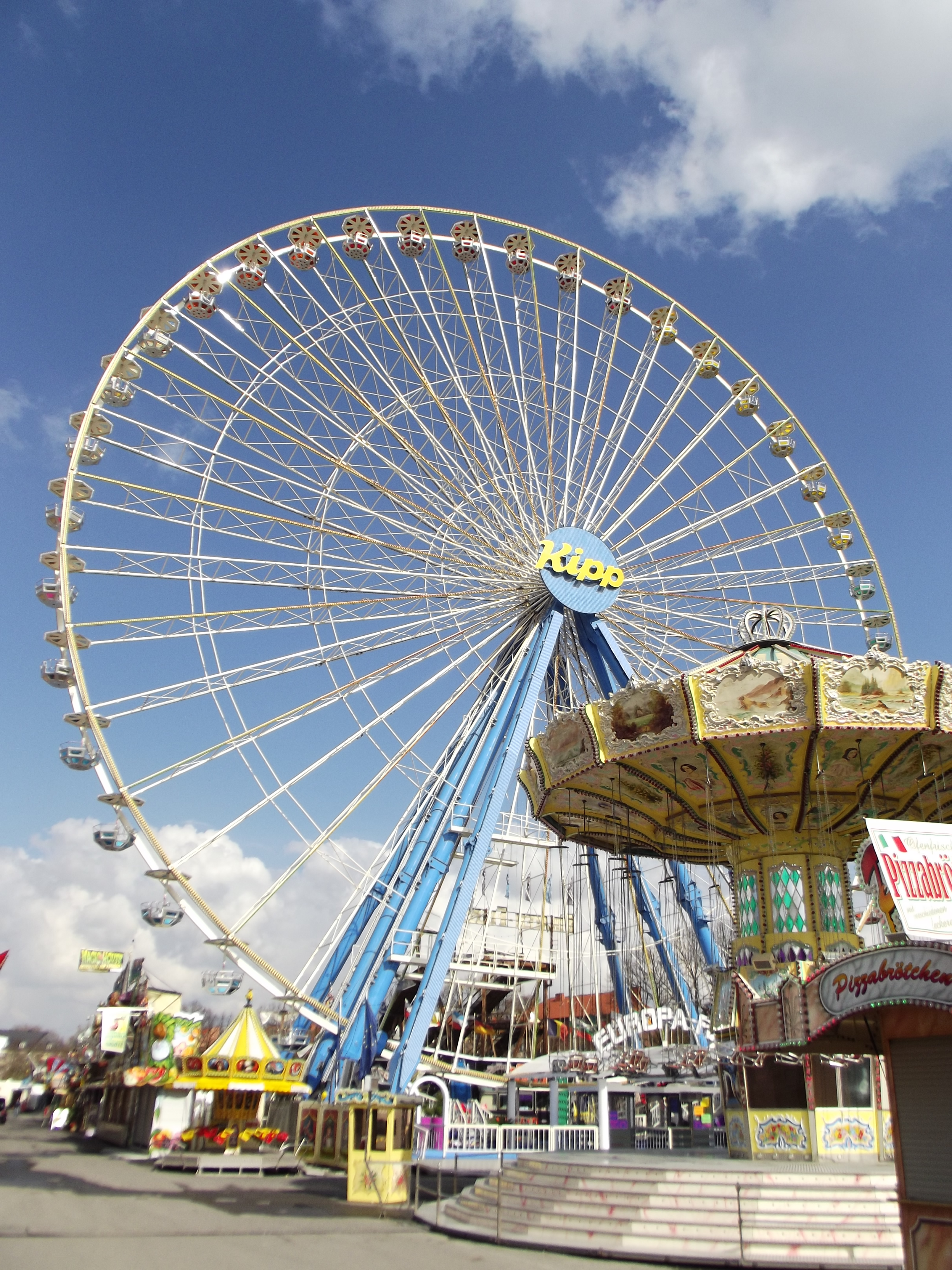
Une Grande roue au Send (2014)
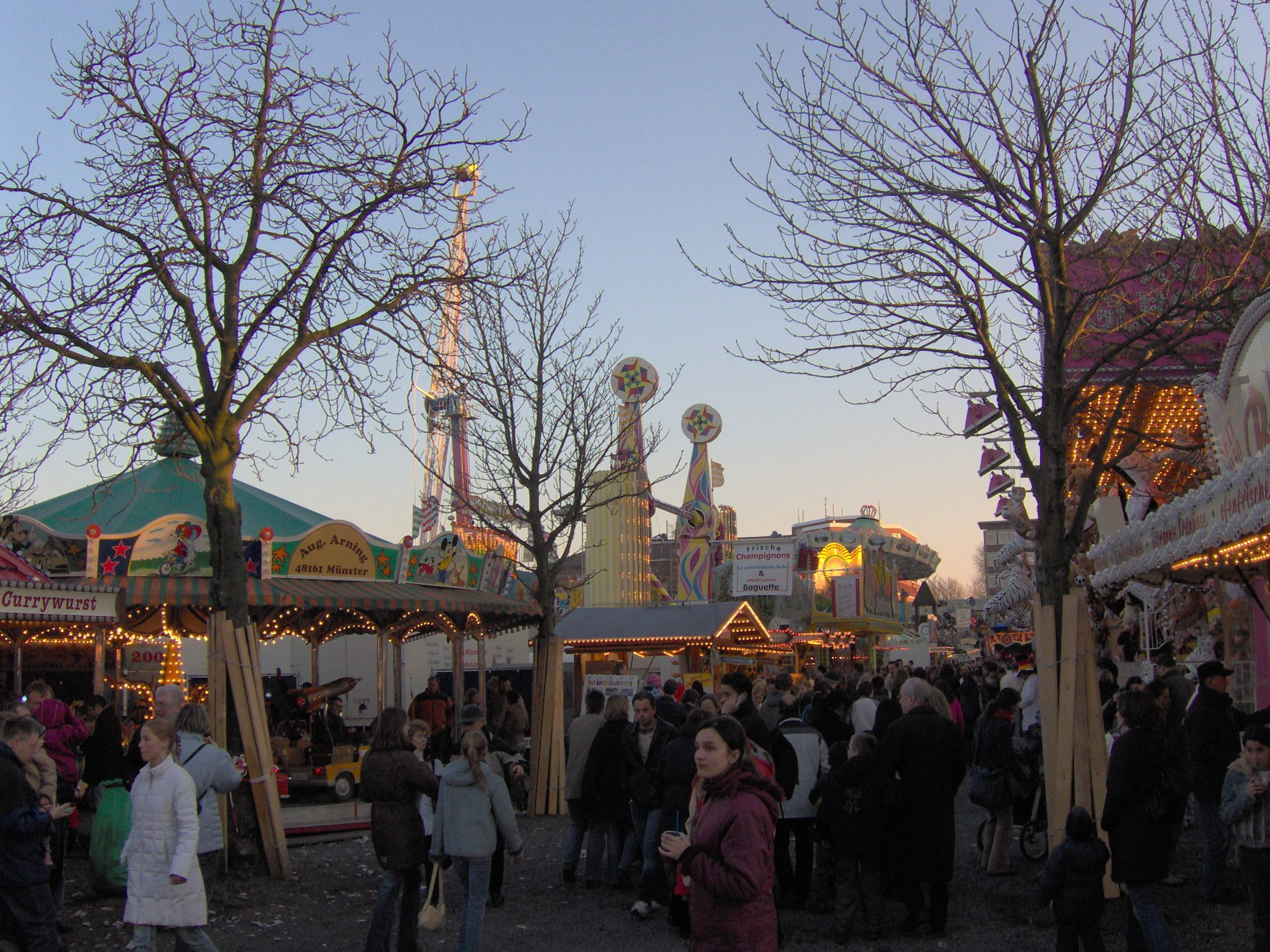
Des visiteurs du Send (2006)
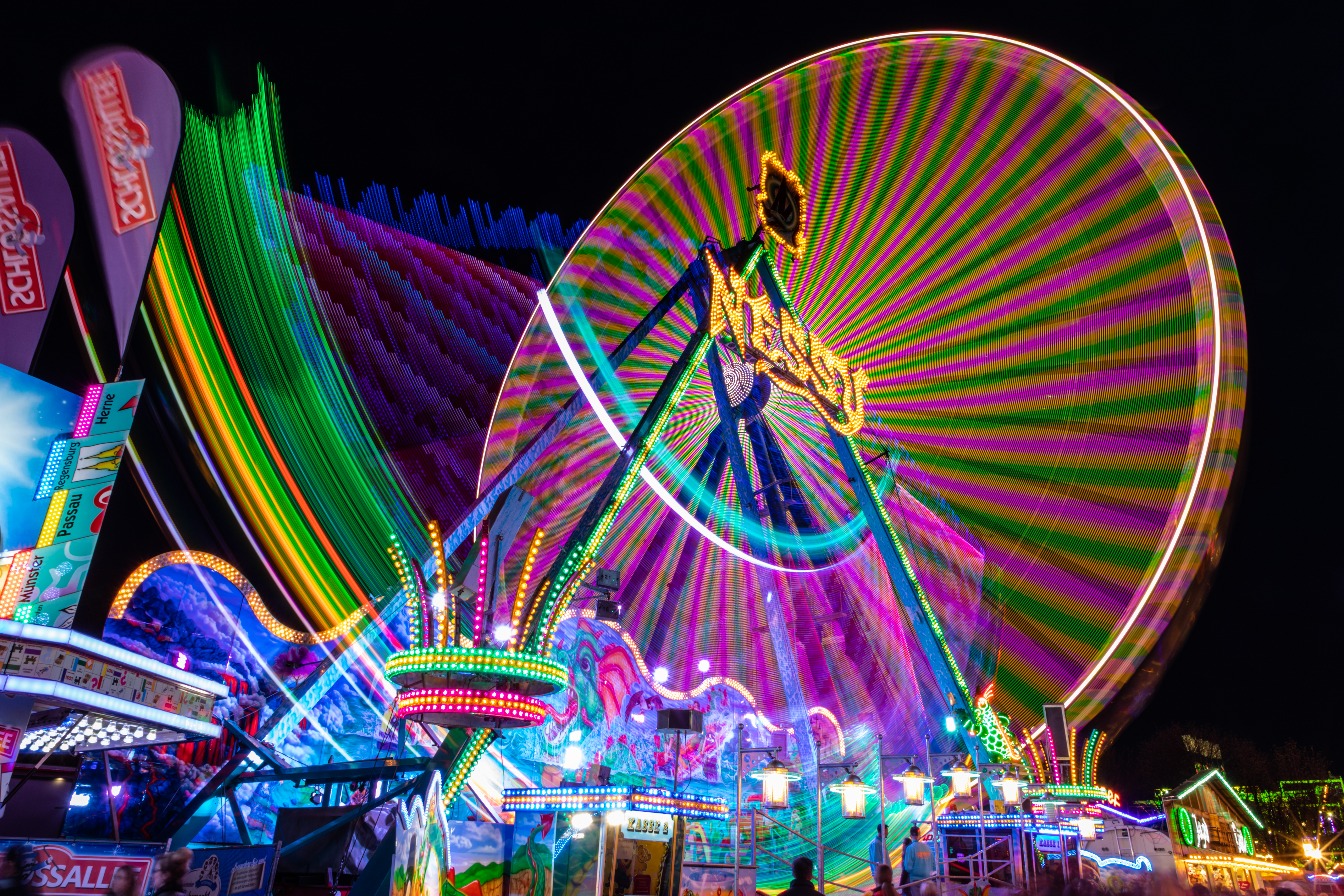
Attraction Nessy. Mars 2019.
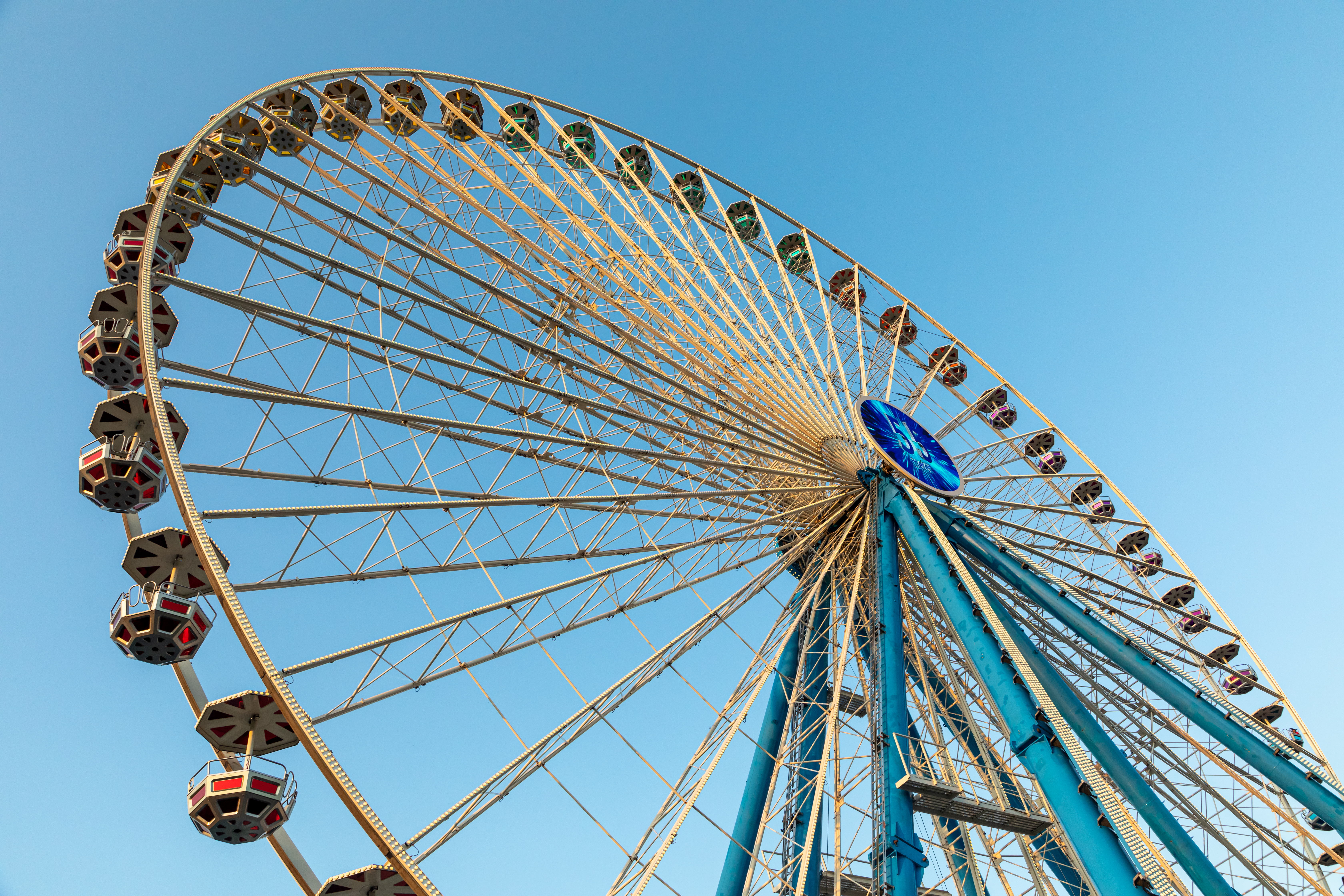
La grande roue du Send de Münster. Mars 2019

### Kiepenkerl
Der Kiepenkerl, est en d'autres termes, le colporteur. Au temps où l'informatique et les médias étaient peu développés, les colporteurs, marchands amateurs, allaient de ville en ville, et racontaient à chacun ce qu'ils avaient entendu à leur arrêt précédent. Ils étaient très utiles aux habitants des régions isolées, c'est pourquoi Münster a érigé un monument en leur honneur : une statue de Kiepenkerl, personnage traditionnel de la ville.
Deux fois par semaine, le mercredi et le samedi, il y a un grand marché hebdomadaire sur la Domplatz, où l'on vend des fleurs, de la nourriture, des animaux vivants, des articles en laine et bien plus encore. Le marché a toujours joué un rôle central dans la vie de la ville, comme le prouve la statue de Kiepenkerl : un livreur de marché avec un Kiepe sur le dos.

### Jambon de Westphalie
Der Westfälische Himmel, veut dire le « ciel Westphalien » en français et se réfère à un produit local commercialisé sous le nom français de jambon de Westphalie. En Westphalie, on dit que le ciel « est rempli de jambons ». Or, on accrochait autrefois dans les maisons, les gros morceaux de jambons dans la hotte de la cheminée, qui occupait une place importante et centrale, pour les faire fumer. C'est donc cette cheminée, qui représente « le ciel rempli de jambons » et qui donne à toutes les vieilles maisons de Westphalie cette odeur si particulière du jambon fumé… En France, le jambon de Westphalie était assimilé autrefois au jambon de Mayence.

### Bière brune
À Münster l'«Altbier» (littéralement « la vieille bière ») est une bière traditionnelle faite de Korn. Elle était avant brassée dans de nombreuses brasseries, mais aujourd'hui il n'en reste plus qu'une où la bière est servie : Pinkus Müller.

### Pumpernickel
Le nom de ce pain noir, spécialité westphalienne vient d'un officier français, qui après en avoir mangé, avait déclaré «C'est bon pour Nickel», son cheval… d'où la traduction allemande Pumpernickel (Bon donna «pum» et Pour donna «per»). De ce pain, un humaniste néerlandais, Juste Lipse dit aussi, en 1586 : «Quand on a vu son aspect, ses couleurs, toutes ses formes, alors, on peut prétendre connaître tous les pains. »
Cette explication est pour le moins étrange… Nickel ne signifiant pas grand-chose de bon ! Le nom du métal nickel provient de Kupfernickel désignant le « mauvais cuivre » ou « cuivre du diable » donc ce qui n'est pas du cuivre et que l'on rejetait autrefois dans les mines, avant d'avoir découvert les propriétés de ce métal. Il semble donc étonnant qu'un officier, français qui plus est, ait donné un tel nom à son cheval… et que ce nom se soit substitué au nom antérieur de ce pain, qui devait en toute logique exister.

## Jumelages
- York (Royaume-Uni) depuis 1958
- Kristiansand (Norvège) depuis 1967
- Monastir (Tunisie) depuis 1969
- Fresno (États-Unis) depuis 1986
- Riazan (Russie) depuis 1989
- Mühlhausen (Allemagne) depuis 1990
- Lublin (Pologne) depuis 1991
- Orléans (France) depuis 1960

La ville de Münster est jumelée depuis 1960 à la ville d'Orléans. Le serment de jumelage a été signé le 24 septembre 1960 dans la Salle de la Paix de l'Hôtel de Ville de Münster – là-même où en 1648 avait été signé le Traité de Westphalie – par Bruno Peuss et Roger Secrétain, respectivement maires des deux cités. Ce serment a été renouvelé l'année suivante, en mai 1961, à l'occasion des fêtes johanniques, en l'Hôtel de Ville d'Orléans. Dès 1975, Münster et Orléans recevaient conjointement à Paris le prix "France-Allemagne", et en mai 1986 la Confrérie Karl Ruprecht de Münster attribuait à la ville d'Orléans la Coupe de la Paix (Pax Optima Rerum) pour les amités européennes entre les villes,.
Depuis 2004, le département de sciences politiques de l'Université de Münster fait l'objet d'un partenariat avec Sciences Po Lille (France) dans le cadre d'un double diplôme binational. 

## Personnalités
- Hermann de Münster (Münster, vers 1330 – Metz, 1392), maître-verrier allemand, originaire du Münsterland.
- Jan Boeckhorst (1604-1668), peintre baroque originaire de Münster.
- Carl Wilhelm Wutzer (1789-1863), professeur de chirurgie.
- Wilhelm Emmanuel von Ketteler, évêque de Mayence, né à Münster le 25 décembre 1811
- Alexander von Klück (1846-1934), commandant la 1re armée allemande en 1914.
- Sœur Marie du Divin Cœur (1863-1899), comtesse Droste zu Vischering et Mère supérieure dans la Congrégation du Bon-Pasteur, béatifié en 1975.
- Carl Schuhmann (1869-1946), gymnaste, lutteur et athlète, multiple médaillé olympique.
- Augustinus von Galen (1870-1949), né à Münster, bénédictin, fondateur de la Catholica Unio Internationalis et frère du Cardinal Clemens von Galen
- Clemens August von Galen (1878-1946), né à Dinklage, futur cardinal et évêque de Münster, béatifié en 2005.
- Edith Stein, religieuse carmélite, née le 12 octobre 1891 à Breslau (actuelle Wroclaw en Pologne), morte à Auschwitz le 9 août 1942, déclarée en 1998 copatronne de l'Europe par Jean-Paul II, a enseigné à Münster en 1932-33.
- Hanne-Nüte Kämmerer (1903-1981), artiste textile, a travaillé et enseigné à Münster
- Kurt Gerstein (1905-1945), militant chrétien hostile à la Shoah.
- Marie Euthymie Üffing (1914-1955), religieuse clémentine, béatifiée.
- Louis Thomas Hardin, dit Moondog (1916-1999), compositeur et musicien américain, a vécu 25 ans à Münster, où il est enterré.
- Friedrich Ostermann (1932-2018) évêque auxiliaire de Münster.
- Reiner Klimke (1936-1999), cavalier spécialiste du dressage, sextuple champion olympique, né à Münster.
- Erwin Kostedde (1946-), footballeur international.
- Andreas Scholl (1959- ), archéologue et conservateur de musée, est né et a étudié à Münster.
- Ute Lemper (1963-), actrice, chanteuse, danseuse, née à Münster.
- Tanita Tikaram (1969-), chanteuse pop, rock, folk, folk rock et country anglaise, née à Münster.
- Fabian Wegmann, né le 20 juin 1980 à Münster, est un coureur cycliste allemand
- Linus Gerdemann, né le 16 septembre 1982 à Münster est un coureur cycliste allemand,
- Robin tom Rink, né le 19 janvier 1982 à Münster est un auteur-compositeur-interprète